# Wereldkampioenschap wegrace 1985
Het wereldkampioenschap wegrace seizoen 1985 was het 37e in de geschiedenis van het door de FIM georganiseerde wereldkampioenschap wegrace.

## Algemeen

### FIM
- Tijdens het FIM-voorjaarscongres werd besloten dat vanaf 1988 alleen nog met eencilinder-125cc-racers gereden mocht worden. Voor het Europees kampioenschap wegrace werd dit in 1987 al ingevoerd.
- Begin september richtten de zijspancoureurs de Sidecar Drivers Association op. Zij presenteerden een eisenpakket voor de toekomst, met onder andere het handhaven van het huidige technisch reglement en het plaatsen van de zijspanraces in het midden van een Grand Prix. In veel landen waar zijspanraces minder populair waren ging het publiek na de soloklassen naar huis, terwijl de zijspanrace als laatste stond geprogrammeerd.
- Tijdens het FIM-najaarscongres werd onder aanvoering van de delegaties uit de Sovjet-Unie en Zuid-Amerika Zuid-Afrika buitenspel gezet. De GP van Zuid-Afrika werd van de kalender geschrapt en Zuid-Afrikaanse coureurs (in feite alleen Mario Rademeyer) mochten niet meer aan het wereldkampioenschap deelnemen.
- De FIM besloot ook - vooruitlopend op het nieuwe reglement voor 1987 - eencilinders in de 125cc-klase een gewichtsvoordeel van 10 kg te geven.

### Merken/teams
- Hoewel Armstrong in het Engelse Bolton gevestigd was, waren de beide coureurs voor 1985 Schots: Niall Mackenzie en Donnie McLeod. Oud-coureur Chas Mortimer werd aangesteld als teammanager.
- Cagiva kreeg het maar niet voor elkaar beide rijders (Marco Lucchinelli en Virginio Ferrari) van een goede machine te voorzien. Lucchinelli kwam enkele malen aan de start, maar Ferrari moest wachten tot de GP van San Marino tot hij een machine kreeg. Toen had men al - tegen betaling - Kenny Roberts ingehuurd om de machine in Misano te testen.
- ELF had zich in 1984 beperkt tot sponsoring van de Honda's met een Chevallier-frame, maar ontwikkelde voor 1985 een eigen frame met naafbesturing voor en eenzijdige wielophanging achter. Deze ELF 2 was bedoeld voor Didier de Radiguès, maar die wilde er pas op rijden als de motorfiets uitontwikkeld was. Dit ontwikkelingswerk werd gedaan door Christian le Liard, die tijdens het seizoen met een gewone Honda RS 500 R-productieracer aantrad maar veel minder succesvol was dan in het seizoen 1984. Le Liard scoorde zelfs geen enkel WK-punt.
- HRC nam drastische maatregelen om het seizoen te financieren. Men liet zich voor het eerst in de geschiedenis sponsoren. De hoofdsponsor werd Rothmans. Er werd een nogal ingewikkelde constructie gevonden om de fabrieksracers te verdelen: Freddie Spencer bleef eerste rijder en kreeg aanvankelijk als enige de viercilinder Honda NSR 500. Samen met Randy Mamola stond hij rechtstreeks onder contract bij HRC. Takazumi Katayama stond onder contract bij Rothmans, Wayne Gardner en Ron Haslam stonden onder contract bij Honda-UK en de vreemdste eend in de bijt was Didier de Radiguès, die voor ELF reed maar desondanks een fabrieks-Honda NS 500 kreeg. Spencer startte ook in de 250cc-klasse met een speciaal door Erv Kanemoto geprepareerde Honda RS 250 R.
- Na enkele jaren zonder officieel fabrieksteam werkte men bij MBA aan een nieuwe 250cc-V2 voor Guy Bertin. Intussen deed Pier Paolo Bianchi het goed met de 125cc-MBA. Hij miste de wereldtitel doordat hij in de GP van San Marino uitviel.
- Parisienne had slechts één eigen motor, waarvan het blok ontwikkeld was door Jorg Möller en die voorzien was van een Bakker-frame. De tweede machine was een Honda-productieracer. Als eerste rijder was Jacques Cornu aangetrokken, maar die had lang last van blessures die hij bij een verkeersongeval had opgelopen. Vanaf de GP des Nations werden de motorfietsen omgeruild: Cornu kreeg de productieracer en Pierre Bolle werd op de Bakker-Parisienne gezet.
- Het team van Pernod kwam in de eerste drie GP's aan de start, maar begon daarna races over te slaan om de machines te verbeteren. In Joegoslavië was men weer terug, maar Jean-François Baldé werd slechts dertiende terwijl Jacky Onda zich niet eens wist te kwalificeren. Intussen had Alain Chevallier de technische leiding overgenomen, maar die gooide het bijltje er na enkele weken weer bij neer. Baldé schafte zich twee Yamaha TZ 250's aan, maar kreeg - vanwege zijn contract - wel ondersteuning van Pernod Ricard.
- Kenny Roberts vond in 1985 geen sponsors meer voor zijn team. Marlboro stopte de sponsoring voor Roberts onverwacht. Wayne Rainey was al ontslagen, maar Roberts wilde Alan Carter behouden als tweede man achter Kork Ballington. Het ging allemaal niet door: Carter kocht een Honda RS 250 R productieracer, Rainey sloeg het seizoen over en Ballington kwam niet meer terug als coureur.
- Suzuki was feitelijk gestopt met de ontwikkeling van de 500cc-racers, maar keek naar Roberto Gallina en Heron voor de ontwikkeling van de frames. Dat deden ze ook: Heron ontwikkelde de Heron 500 Project Bike en Gallina de TGA 1, maar voor speciale uitlaten en cilinders moesten ze gewoon betalen. Gallina huurde Massimo Tamburini in om te helpen bij de ontwikkeling van zijn TGA 1 en hoopte op een terugkeer van Suzuki in 1986.
- Yamaha verdeelde haar 500cc-fabrieksracers over twee verschillende teams: Marlboro-Yamaha met Eddie Lawson en Raymond Roche en Gauloises-Sonauto-Yamaha met Christian Sarron. Tegen het einde van het seizoen verscheen een nieuwe 250cc-racer, de Yamaha YZR 250 met een V-motor. Het boterde niet tussen Eddie Lawson en teammanager Giacomo Agostini, die een groot deel van het seizoen niet met elkaar spraken. Lawson verlengde aan het einde van het seizoen zijn contract, maar deed dat rechtstreeks met Marlboro, zodat hij niet meer met Agostini hoefde te onderhandelen.

### Coureurs
- Rolf Biland had in samenwerking met Mike Krauser en nieuwe motor gebouwd, de viercilinder "Krauser L 4" met reed valves. Hij gebruikte dit blok in de TT van Assen, de GP van België en de GP van Frankrijk, maar greep daarna weer terug op zijn Yamaha TZ 500-motor omdat de nieuwe motor nog te traag was.
- Boet van Dulmen had een rommelige seizoenstart. Hij wilde een Honda RS 500 R kopen, liefst via de Stichting Nederlands Racing Team (SNRT), maar stond op gespannen voet met de leiding van dat team, dat gelieerd was aan de KNMV. Honda-Nederland wilde echter de beste coureur op hun machine en hetzelfde gold voor sponsor Shell, die niet inging op pogingen van de SNRT om over te stappen. Zo kreeg van Dulmen uiteindelijk zijn Honda, maar slechts drie weken voor de eerste race en zonder reservedelen.
- Takazumi Katayama kreeg een fabrieks-Honda NS 500, maar stond niet onder contract bij HRC. Zijn werkgever was sponsor Rothmans. Dat gaf Katayama de kans wat te experimenteren en bij zijn eerste race trad hij al aan met een frame van Nico Bakker. Katayama miste echter motivatie en na de vrije training van de GP van Frankrijk besloot hij te stoppen.
- Ángel Nieto bleef bij Garelli, maar kreeg de nieuwe, door Jan Thiel ontwikkelde 250cc-racer. Resultaten bleven echter uit. Aanvankelijk weet men dat aan een blessure die hij tijdens de GP van San Marino van 1984 had opgelopen, maar die theorie hield geen stand toen Nieto met de 80cc-Derbi wel goed ging presteren. Een terugkeer naar de 125cc-Garelli was niet mogelijk, want het 125cc-team werd gesponsord door de Italiaanse bond FMI, die alleen jonge Italianen op de machines wilde zien. Na de Franse GP gingen Garelli en Nieto "als vrienden uit elkaar".
- Sergio Pellandini werd voor aanvang van het seizoen geopereerd aan zijn enkel, een blessure die hij al in 1984 op Silverstone had opgelopen. Na de operatie trad een infectie op en het leek erop dat zijn voet misschien wel geamputeerd moest worden. Het kostte Pellandini, die een contract met Parisienne had, bijna het hele seizoen.
- De Zuid-Afrikaan Mario Rademeyer deed het uitstekend in zijn thuis-Grand Prix. Bovendien had hij een Britse licentie, waardoor hij niet meer (vanwege de apartheidspolitiek) geweigerd kon worden door de organisaties in bijvoorbeeld Joegoslavië. Hij had wel een ander probleem: geld.
- Raymond Roche had in 1984 regelmatig fabrieksmateriaal van HRC-Honda gekregen, maar kreeg in 1985 geen contract. Giacomo Agostini contracteerde hem voor zijn Marlboro-Yamaha-team.
- Freddie Spencer kwam in twee klassen aan de start: 250- en 500 cc. Voor beide klassen kreeg hij als enige speciaal geprepareerde machines: een viercilinder Honda NSR 500 en een speciale tweecilinder Honda RS 250 R. Deze machine week af van de gewone Honda RS 250 R en was feitelijk een halve NSR 500.

#### Gestopt
- Barry Sheene maakte al in januari bekend dat hij zijn racecarrière zou beëindigen. Hij had geen mogelijkheden om aan fabrieksmateriaal te komen. De onderhandelingen met Cagiva verliepen stroef en bij Suzuki kon hij alleen overjarige machines krijgen.
- Ook Jacques Bolle bleek zijn carrière beëindigd te hebben.
- Andreas Huber, de bakkenist van Werner Schwärzel besloot nog voor aanvang van het seizoen te stoppen. Schwärzel probeerde hem over te halen nog een seizoen te blijven, maar trad uiteindelijk aan met Fritz Buck.
- Takazumi Katayama stopte na de vrije training van de Franse GP, vooral wegens motivatieproblemen.
- Na de Grand Prix van San Marino beëindigde Anton Straver zijn internationale carrière, maar bleef op nationaal niveau actief.
- Kort na het seizoen maakten zowel Alain Michel als Werner Schwärzel bekend dat ze zouden stoppen met zijspanracen. Michel had dat al vaker gezegd en het bleek uiteindelijk niet waar, maar Schwärzel stopte definitief.
- In oktober maakten Franco Uncini en Marco Lucchinelli bekend te gaan stoppen met racen. Uncini nam afscheid in stijl met het Italiaans 500cc-kampioenschap. Luchinelli kwam in het wereldkampioenschap wegrace 1986 nog één keer aan de start met een Cagiva en reed in de seizoenen 1987 en 1988 in het wereldkampioenschap superbike.
- In december maakte Mick Grant bekend dat hij zijn racecarrière zou beëindigen.

#### Overleden
- Op 28 juli overleed de Italiaanse coureur Lorenzo Ghiselli aan de gevolgen van een ongeluk tijdens een Italiaanse kampioensrace op het Autodromo Enzo e Dino Ferrari, nadat hij drie maanden in coma had gelegen.
- Op 26 oktober overleed Paul Rimmelzwaan aan de gevolgen van een ongeval met een straatmotorfiets. Hij had enkele weken daarvoor een Krauser voor het seizoen 1986 gekocht.

### Races
Zuid-Afrika, Kyalami
In tegenstelling tot eerdere jaren, toen de hoge reiskosten voor veel coureurs een bezwaar waren om naar Zuid-Afrika af te reizen, waren er nu tamelijk veel inschrijvingen: 51 in de 250cc-klasse en 29 in de 500cc-klasse. De Japanse coureurs kregen van hun eigen bond een startverbod vanwege de apartheidspolitiek. Nog voor er een meter gereden was moesten de coureurs aan het werk om de baan gebruiksklaar te maken. Een regenbui had een gedeelte van het asfalt weggespoeld en hoewel dat weer hersteld was moest er geveegd worden om het nieuwe asfalt schoon te krijgen. Dat deden de coureurs graag. Minder gelukkig was men met het door de circuiteigenaren ingehuurde "veiligheidspersoneel", dat met wapenstokken en zelfs vuurwapens door het rennerskwartier liep.
Spanje, Jarama
De Spaanse organisatie had de zaken niet altijd goed in de hand. Het rennerskwartier was bevolkt met duizenden mensen die daar niets te zoeken hadden en tijdens de races stak het publiek zelfs strobalen in brand. Ook waren er veel valpartijen. Al tijdens de trainingen vielen ongeveer vijftig rijders en dat gebeurde ook in de warm-up training en de races. Opmerkelijk was dat de volgorde van de races was gewijzigd: de 250cc-race was in het programma verplaatst naar het einde van de dag. Dat was een voordeel voor Freddie Spencer, die in twee klassen uitkwam en nu fit aan de 500cc-race kon beginnen. 
Duitsland, Hockenheim
Voor het eerst in 1985 kwamen alle klassen aan de start en dat leverde in het rennerskwartier nogal wat drukte op. Daar bevonden zich niet minder dan 250 ingeschreven coureurs. De trainingen werden in goede omstandigheden afgewerkt, maar op de racedag regende het. 
Nations Grand Prix, Mugello
De meeste klassen reden op zondag 26 mei, maar de 125cc-coureurs moesten al op zaterdag, tussen de trainingen door, hun race afwerken. Het was erg warm in Mugello, maar dat belette Freddie Spencer niet twee wedstrijden achter elkaar te winnen. 
Oostenrijk, Salzburgring
Zowel de 500cc- als de zijspanklasse werden gehinderd door regen, waardoor beide klassen hun races in twee manches moesten afwerken. Daardoor werd voor het eerst een nieuwe regel van de FIM toegepast: Niet de posities in beide manches telden voor de einduitslag, maar de bij elkaar opgetelde tijden. 
Joegoslavië, Rijeka
In Joegoslavië reden slechts drie klassen: de 80cc-klasse, de 250cc-klasse en de 500cc-klasse. Alleen in de 500cc-klasse won de gedoodverfde favoriet Freddie Spencer niet. Doordat Eddie Lawson eerste werd, werd het kampioenschap weer wat spannender, want het verschil bedroeg slechts 7 punten. De weersomstandigheden waren goed, waardoor de coureurs tussen de trainingen door konden genieten van de badplaats Opatija, maar tijdens de races speelde de wind vooral de rijders in de lichte klassen parten.
Dutch TT, Assen
Afgezien van de droge training op vrijdag werd de Asser TT geteisterd door regen, waarvan veel rijders tijdens de races last hadden. Niet alleen veel valpartijen, maar ook veel uitvallers door natte ontstekingen en beslagen helmvizieren. In Assen werd ook de tweede race van de Formule I afgewerkt. Daarmee kwamen er niet minder dan zes klassen aan de start. 
België, Spa-Francorchamps
De Belgische Grand Prix was bijna afgelast nadat het asfalt van het circuit tijdens de trainingen van de Formule 1-Grand Prix aan flarden was gereden. De schade was (omgerekend) ruim 11 miljoen Euro en de autorace werd uiteindelijk op 15 september alsnog gereden. Een delegatie van de coureurs keurde het nieuwe asfalt enkele weken voor de GP goed maar tijdens de trainingen duurde het enige tijd voordat de coureurs genoeg vertrouwen hadden om de oude ronderecords te verpulveren. Wel merkten ze tijdens de vrijdagtraining dat de natte baan erg glad was. Drie van de vier races waren erg saai, omdat ze met groot gemak gewonnen werden: de 250- en de 500cc-race door Freddie Spencer en de 125cc-race door Fausto Gresini. 
Frankrijk, Le Mans
Stefan Dörflinger besliste het wereldkampioenschap 80 cc in zijn voordeel en Freddie Spencer scoorde zijn vierde dubbeloverwinning van het seizoen. In de 125cc-klasse scoorde Garelli weer twee podiumplaatsen, maar door een blunder won de verkeerde coureur. De zijspanklasse werd gewonnen door Egbert Streuer/Bernard Schnieders, die hun achterstand op Werner Schwärzel/Fritz Buck tot drie punten verkleinden. 
Groot-Brittannië, Silverstone
De Britse Grand Prix werd verreden onder erbarmelijke weersomstandigheden. Zowel de trainingen als de races werden gehinderd door hevige regenval en gevaarlijke rukwinden, waardoor er al enkele coureurs voor de start uitgeschakeld werden. Vanwege de plassen op de baan hadden vooral de zijspanrijders veel last van aquaplaning en zij weigerden uiteindelijk van start te gaan, tot woede van de organisatie. Yamaha presenteerde de nieuwe Yamaha YZR 250-V-twin, die alleen door Carlos Lavado gebruikt werd omdat Martin Wimmer geblesseerd was. HRC voorzag naast Freddie Spencer nu ook Randy Mamola en Wayne Gardner van de viercilinder Honda NSR 500, tot teleurstelling van Ron Haslam, die de machine graag in zijn thuisrace had ingezet. Skoal Bandit-Heron-Suzuki versterkte zich met een tweede rijder, maar het werd geen Brit. Men koos voor de Australiër Paul Lewis. Rolf Biland liet zijn nieuwe LCR-Krauser thuis en koos voor de snellere Krauser-LCR-Yamaha. 
Zweden, Anderstorp
Nog steeds werd de 250cc-klasse in Zweden op zaterdag gereden, tussen de trainingen van de andere klassen door. De organisatie hoopte op die manier meer kaarten te verkopen, maar voor de 250cc-rijders was het steeds weer vervelend om in het toch al tamelijk mistroostige Karlskoga Motorstadion voor weinig publiek te rijden. In de 125cc-klasse was het nog steeds spannend tussen Pier Paolo Bianchi (87 punten) en Fausto Gresini (84 punten). Bianchi zou door te winnen de wereldtitel kunnen beslissen, maar als hij dat niet deed was er nog een kans voor Gresini: de GP van San Marino. In de 250cc-klasse was Freddie Spencer al wereldkampioen. Hij kwam in Zweden niet aan de start in deze klasse en liet het eigenlijk aan Carlos Lavado over om te laten zien wat zijn nieuwe Yamaha YZR 250 vermocht. Met nog twee GP's te gaan kon Eddie Lawson nog 500cc-wereldkampioen worden, maar Freddie Spencer hoefde in totaal nog maar tien punten te scoren om wereldkampioen te worden. Hij had dus aan een derde plaats in Zweden al genoeg. De zijspanklasse reed haar laatste race en er waren nog drie theoretische kanshebbers voor de wereldtitel. Werner Schwärzel/Fritz Buck leidden het kampioenschap, maar hadden slechts drie punten voorsprong. Als zij wonnen zouden ze wereldkampioen zijn, maar als Egbert Streuer/Bernard Schnieders wonnen, zouden ze in punten gelijk staan maar meer overwinningen hebben en daarom wereldkampioen zijn. Rolf Biland/Kurt Waltisperg hadden slechts een zeer theoretische kans op de titel. Als zowel Streuer als Schwärzel uitvielen, zouden ze aan een tweede plaats genoeg hebben, maar als Streuer ten minste vierde werd en/of Schwärzel ten minste zevende werd waren Biland's kansen verkeken. 
San Marino, Misano
Bijna alle wereldtitels waren al beslist, maar niet die in de 125cc-klasse. Voor de Italianen was dat ook de belangrijkste klasse, de enige waarin Italiaanse coureurs met Italiaanse motorfietsen de dienst uitmaakten. De strijd was ook erg spannend, want Pier Paolo Bianchi had slechts vijf punten voorsprong op Fausto Gresini. Wel miste men Freddie Spencer, die al wereldkampioen was in twee klassen, maar tijdens de GP van Zweden nog gezegd had dat hij zeker in Italië zou rijden. Zelfs zijn team had op hem gerekend, want dat stond klaar met een Honda NSR 500 en een Honda RS 250 R-W, machines die uitsluitend door Spencer gebruikt werden. Nu kon men in de 250- en de 500cc-klassen wel meer open races verwachten, want Spencer was in die klassen oppermachtig gebleken. 

## Puntentelling
Vanaf 1977 telden alle resultaten mee.
|         | 1e | 2e | 3e | 4e | 5e | 6e | 7e | 8e | 9e | 10e |
| Punten: | 15 | 12 | 10 | 8  | 6  | 5  | 4  | 3  | 2  | 1   |

## 500cc-klasse

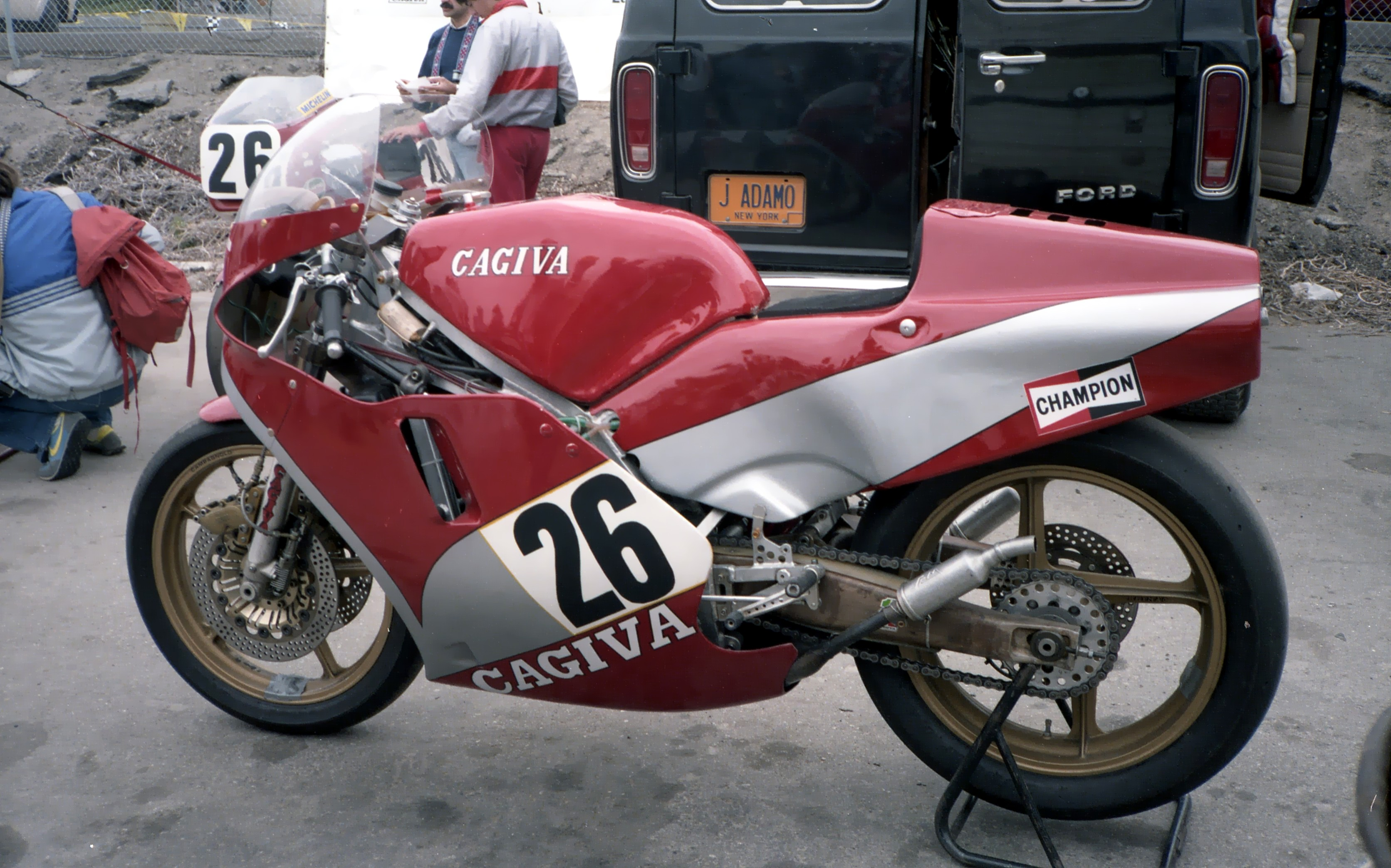
Cagiva probeerde het in 1985 met deze kopie van de Yamaha OW 76 met Marco Lucchinelli en Virginio Ferrari als rijders, maar scoorde geen enkel punt

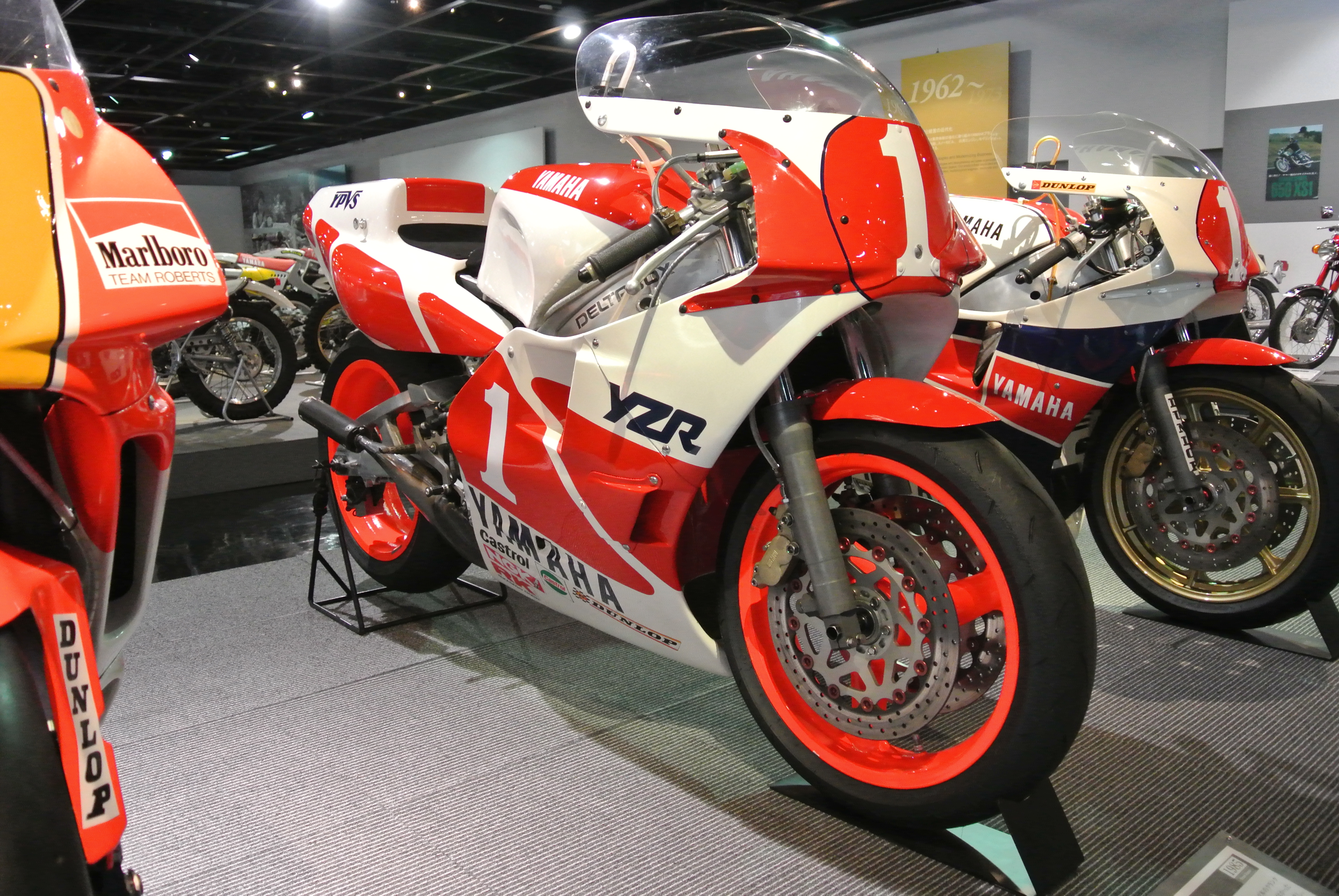
Yamaha OW 81 fabrieksracer. In deze fabriekskleuren werd de machine alleen ingezet door testrijder Tadahiko Taira

Honda Racing Corporation zette slechts één viercilinder Honda NSR 500 in. Die was opnieuw voor Freddie Spencer, maar na het teleurstellende seizoen 1984 was hij in 1985 bijna niet te verslaan. Hij kreeg de meeste tegenstand van regerend wereldkampioen Eddie Lawson met de Yamaha YZR 500. De overige rijders kwamen er nauwelijks aan te pas. Christian Sarron presteerde goed als het regende en werd derde in het wereldkampioenschap. Suzuki had een zeer slecht seizoen. Het liet de ontwikkeling van de motorfietsen grotendeels over aan het Britse Heron-team en het Italiaanse Gallina-team, maar de ontwikkeling van de motor stonds stil. De Gallina-rijders Sito Pons en Franco Uncini eindigden zelfs achter twee privérijders: Mike Baldwin, die zelfs geen sponsor had en drie wedstrijden miste vanwege kampioensraces in de Verenigde Staten en Pierre-Etienne Samin, die in het hele seizoen slechts twee keer aan de start kwam. 
Zuid-Afrika, Kyalami
Al binnen enkele ronden ontstonden er drie vechtende duo's in de 500cc-race. Aan de leiding ging Freddie Spencer met in zijn spoor Eddie Lawson. Enkele seconden daarachter vochten de beide Honda-UK-rijders Ron Haslam en Wayne Gardner en daar weer achter de beide fabrieks-Yamaha's van Christian Sarron en Raymond Roche. Terwijl de Haslam/Gardner en Sarron/Roche regelmatig van positie wisselden, bleef Spencer zeven ronden lang voor Lawson rijden. Toen nam Lawson de kop over, maar Spencer leek hem zonder moeite te kunnen volgen. Zes ronden voor het het einde nam Spencer tot twee keer toe de eerste bocht van de "esses" te ruim, wat leek te duiden op versleten banden. Hij verloor het contact en vanaf de vierde ronde voor de finish begon Lawson echt weg te lopen en hij won voor Spencer, Gardner, Haslam en Randy Mamola, die na een slechte start Roche en Sarron had ingehaald. Men vermoedde dat Spencer vermoeidheidsproblemen had gehad nadat hij een uur eerder de 250cc-race gewonnen had, maar Spencer ontkende dat. Hij vertelde dat hij - waarschijnlijk door de ijle lucht - ademhalingsmoeilijkheden had gekregen. Raymond Roche bezweek onder de druk van Mamola en viel. Hij kon zijn machine nog oprapen, maar gaf uiteindelijk op.
Spanje, Jarama
Tijdens de opwarmronde voor de 500cc-klasse barstte er een hoosbui los, waardoor de start een half uur werd opgeschoven. Voor de coureurs begon een zenuwenoorlog waar het de bandenkeuze betrof. Toen men uiteindelijk voor een nieuwe opwarmronde vertrok, trok Franco Uncini zijn machine onderuit op de plastic reclameslogans die bij de startlijn dwars over de baan waren geplakt. Er werd driftig gedweild en gedroogd, maar voor Uncini was de race voorbij. "Rocket" Ron Haslam produceerde weer een van zijn bliksemstarts en nam zelfs een behoorlijke voorsprong op Didier de Radiguès, Mike Baldwin en Wayne Gardner. Freddie Spencer en Eddie Lawson hadden beiden een matige start, maar reden na enkele ronden ook voorin mee. Spencer passeerde Haslam, die zo schrok dat hij zich verremde en de grindbak in reed. Na tien ronden reed Lawson ongeveer 4 seconden achter Spencer, maar door een versleten voorband verloor hij steeds meer terrein. Nadat Takazumi Katayama gevallen was nam Christian Sarron de derde plaats over. Hij werd wel nog even bedreigd door Wayne Gardner, die na een botsing met De Radiguès gevallen was maar een goede inhaalrace gereden had. 
Duitsland, Hockenheim
Freddie Spencer had al voor de race aangegeven dat hij het meest vreesde voor Christian Sarron, die inmiddels een reputatie als regenrijder had opgebouwd, maar pas zijn derde race op een 500cc-machine reed. Na de start nam Spencer meteen de leiding, terwijl Sarron zijn start verprutste. Achter Spencer vochten Ron Haslam, Didier de Radiguès, Randy Mamola, Rob McElnea, Eddie Lawson, Boet van Dulmen, Sito Pons en Wayne Gardner om de posities, maar Sarron begon ze een voor een te passeren. In de tweede ronde lag hij 15 seconden achter Spencer. In de zesde ronde lag hij op de derde plaats, in de negende ronde op de tweede plaats en in de dertiende ronde passeerde hij Spencer. Spencer en Lawson hadden een ander bandenprofiel gekozen en dat was funest, want allebei hadden ze aan het einde van de race geen profiel meer over. Spencer werd er nog tweede mee, maar Lawson moest genoegen nemen met de vierde plaats, ver achter Ron Haslam. 
Nations Grand Prix, Mugello
Snelle starter "Rocket" Ron Haslam nam na de start de leiding, maar werd in de tweede ronde gepasseerd door Freddie Spencer, die meteen wegliep en niet meer in te halen bleek. Na tien ronden kon Spencer al wat rustiger gaan rijden om krachten te sparen voor de latere 250cc-race. De spanning in de race moest komen van de rijders áchter Spencer. Daar had Eddie Lawson na een slechte start moeite om Randy Mamola, Wayne Gardner, Ron Haslam en Christian Sarron te passeren. Toen dat gelukt was, was zijn achterstand op Spencer al zo groot dat het geen zin had verder aan te vallen. Haslam viel terug naar de zesde plaats, maar Mamola, Gardner en Sarron leverden een spannend gevecht om de derde plaats. 
Oostenrijk, Salzburgring
Bij aanvang van de 500cc-race in Oostenrijk scheen de zon. Bij de start kwamen Thierry Espié en Mike Baldwin met elkaar in botsing. Baldwin kon alsnog vertrekken, maar Espié's machine was te zwaar beschadigd. Freddie Spencer had een zeer slechte start terwijl Randy Mamola de leiding nam, gevolgd door Christian Sarron, Eddie Lawson, Ron Haslam, Didier de Radiguès, Rob McElnea, Spencer en Boet van Dulmen. Sarron en Lawson leken weg te lopen, maar na vier ronden nam Spencer de leiding al over. Het begon echter te regenen, waardoor de race na zestien ronden werd afgevlagd. Conform het nieuwe reglement van de FIM zou er een tweede manche volgen, waarbij de tijden van beide manches opgeteld de winnaar zouden bepalen. Volgens afspraak mochten de coureurs in de pit andere banden monteren, maar na de opwarmronde besloot een aantal van hen (veertien rijders) alsnog banden te wisselen, tot woede van hen die genoegen namen met hun eerste keuze. Het deed ook het effect van de opwarmronde teniet, want alles stond weer af te koelen. Het merendeel ging van start op intermediates of opgesneden slicks. Opnieuw namen Spencer, Lawson en Sarron de leiding, maar Sarron had net als Wayne Gardner en Ron Haslam voor volle regenbanden gekozen en op de opdrogende baan moest hij al snel afhaken. Zo ontstond een gevecht om de leiding tussen Spencer en Lawson. Spencer kreeg echter bandenproblemen en moest Lawson, die ook wat resoluter was bij het passeren van achterblijvers, laten gaan. Lawson won de tweede manche, maar toen de tijden bij elkaar geteld waren bleek Spencer 0,03 seconde sneller te zijn geweest. 
Joegoslavië, Rijeka
De 500cc-race in Rijeka werd grotendeels in de beginfase beslist. Na de gebruikelijke bliksemstart van Ron Haslam nam Randy Mamola de leiding over. In de vierde ronde waren zowel Eddie Lawson als Freddie Spencer dicht bij Mamola gekomen, maar Spencer maakte een fout, kwam naast de baan en raakte een strobaal. Hij kon terug het circuit op rijden en zette de achtervolging in op Lawson, die Mamola inmiddels gepasseerd was. Ook Spencer ging Mamola voorbij, maar hij had een zwaar beschadigde dijbeenspier en zijn krachten begonnen af te nemen. In de 21e ronde nam Mamola de tweede plaats weer over van Spencer, maar hij viel, waardoor Spencer toch nog tweede werd. Na de finish werd Freddie Spencer door zijn teamleden naar de mobiele kliniek gedragen, waar de schade aan zijn been werd vastgesteld. Spencer vloog daarop meteen naar zijn woonplaats Shreveport om zich daar te laten behandelen. 
Dutch TT, Assen
Op de racedag in Assen regende het, waardoor de bandenkeuze eenvoudig was: iedereen begon op regenbanden. Ron Haslam had tegen zijn gewoonte in geen goede start, maar Randy Mamola wel. Hij zou de koppositie niet meer afgeven en de race winnen. Dat hij dat zonder problemen kon doen kwam omdat Christian Sarron na vier kilometer in de fout ging. Bij het aanremmen van de Stekkenwal probeerde hij Boet van Dulmen uit te remmen, maar pas toen hij naast van Dulmen zat kreeg hij goed zicht en realiseerde hij zich dat hij te veel snelheid had om nog te kunnen remmen. Hij ging onderuit en nam in zijn val Freddie Spencer, die de bocht al had ingezet, mee. Daarmee waren de nummers drie en een van het kampioenschap uitgeschakeld. Ook Sito Pons en Wolfgang von Muralt vielen gezamenlijk. Eddie Lawson, die Spencer had zien vallen, realiseerde zich dat hij optimaal kon profiteren en de leiding in het kampioenschap kon overnemen. Hij passeerde eerst Van Dulmen en daarna Haslam, maar maakte toen een fout: hij raakte de gladde witte lijn naast de baan en viel ook. Zo won Mamola met een ruime voorsprong op Haslam, terwijl Van Dulmen de derde plaats moest laten aan Wayne Gardner. Mamola had geluk dat hij de laatste ronde kon afleggen. Door brandstofgebrek liep zijn machine al op twee cilinders. Mamola had een kleinere tank om ruimte te maken voor een videocamera van Sky Channel.
België, Spa-Francorchamps
In de 500cc-race paste Freddie Spencer dezelfde tactiek toe als in de 250cc-race: Na een bliksemstart zette hij het hele veld binnen enkele ronden op een veilige afstand en vervolgens ging hij rustiger rijden. Als het pitbord aangaf dat er iemand dichterbij kwam draaide hij het gas weer even open. Eddie Lawson moest zich intussen bezighouden met zijn merkgenoot Christian Sarron en zij werden gevolgd door Randy Mamola, Wayne Gardner, Ron Haslam en Raymond Roche. In de dertiende ronde verremde Sarron zich en moest hij Lawson laten gaan. Mamola verremde zich terwijl hij Roche wilde inhalen en ze raakten elkaar zelfs, maar alleen Mamola kwam ten val. Takazumi Katayama bereikte eindelijk weer eens een redelijk resultaat: achtste, maar hij had daarbij geluk dat Dave Petersen in de laatste ronde zonder benzine kwam te staan. 
Frankrijk, Le Mans
De Franse organisatie had de 500cc-race vóór de 250cc-race gepland. Dat was gunstig voor Freddie Spencer, die in beide klassen startte. Het Franse publiek verheugde zich op Christian Sarron, die de tweede trainingstijd had gereden. Na de start reed er echter een complete Honda-trein voorop: Ron Haslam, Randy Mamola, Wayne Gardner, Freddie Spencer, Didier de Radiguès en Pierre-Etienne Samin. De eerste Yamaha-coureur was inderdaad Sarron, want Eddie Lawson had zijn machine twee keer moeten aanduwen en had na de eerste ronde bijna een halve minuut achterstand. Spencer nam al snel de leiding, waarbij Gardner hem makkelijk leek te volgen. Sarron vocht zich naar voren en passeerde eerst Mamola en daarna ook Haslam. Gardner viel weg door een gat in zijn achterband. Sarron sloot aan achter Spencer, maar bij het passeren van achterblijvers remde hij zijn voorwiel onderuit. Nu opende Raymond Roche de aanval op Haslam en Mamola, terwijl Lawson zich intussen door het hele veld naar voren had gevochten. Roche finishte als tweede achter Spencer, en Lawson wist Haslam nog te passeren en vierde te worden. 
Groot-Brittannië, Silverstone
Honderd meter leidde Ron Haslam zijn thuis-GP voor Roger Marshall. Toen werden ze gepasseerd door Freddie Spencer, die in de zeer natte omstandigheden twee seconden per ronde sneller was dan de rest van het veld. Haslam leidde de achtervolging samen met Didier de Radiguès en Randy Mamola. Christian Sarron, een erkend regenrijder, was slecht gestart omdat hij tijdens de duwstart was uitgegleden en Eddie Lawson had veel tijd nodig om zijn ritme te vinden. Toen hij bij de achtervolgers aansloot was Spencer al buiten beeld. Bovendien kwam een nieuwe bedreiging in de vorm van Sarron achterop. Sarron passeerde Lawson in de zesde ronde, maar toen de achtervolgers bij Chapel de Hangar Straight opdraaiden was Spencer bij Stowe Corner al uit het zicht verdwenen. Sarron passeerde ook Mamola en De Radiguès zonder zichtbare moeite en Lawson leek daar moed uit te putten, want hij deed hetzelfde. Aan het einde van de zevende ronde stopten Wayne Gardner en Rob McElnea in de pit. Sarron begreep ook wel dat zijn merkgenoot Lawson de enige was met kans op de wereldtitel en Lawson kon hem dan ook zonder moeite passeren, maar hij keek toen al tegen een achterstand van negentien seconden aan. In de twaalfde ronde was de voorsprong van Spencer teruggelopen naar twaalf seconden, maar dat lag meer aan het feit dat Spencer rustiger reed. Een ronde later was het weer zestien seconden. In de laatste ronden liet Spencer het verschil teruglopen tot acht seconden, maar hij had de hele race gecontroleerd. Hij hoefde in de komende twee GP's nog maar tien punten te scoren om ook in de 500cc-klasse wereldkampioen te worden.
Zweden, Anderstorp
Vrijwel het hele veld begon aan de opwarmronde met intermediates en opgesneden slicks, maar de baan droogde snel op en voor de start werd er naar slicks gewisseld. Ron Haslam had zijn gebruikelijke bliksemstart, maar werd al snel gepasseerd door Freddie Spencer. Eddie Lawson sloot aan achter Spencer, maar kon niet meer doen dan volgen, tot Spencer uiteindelijk echt gas gaf en wegliep. Lawson had voor een te zachte bandencompound gekozen en dat kostte hem aanvankelijk ook nog de tweede plaats, toen Wayne Gardner hem inhaalde. Gardner werd het slachtoffer van een blunder van Honda-UK: hij kwam in de laatste ronde zonder benzine te staan. Het kostte hem niet alleen de tweede plaats in Zweden, maar ook de derde plaats in het WK-klassement. Lawson kreeg de tweede plaats cadeau, maar finishte bijna een halve minuut na Spencer, die nu ook wereldkampioen 500 cc was. Ook Ron Haslam profiteerde van de pech van Gardner en finishte als derde. 
San Marino, Misano
Bij afwezigheid van Freddie Spencer was in Misano Eddie Lawson oppermachtig. Hij had de snelste start, reed een nieuw ronderecord en won de race met bijna achttien seconden voorsprong. Achter hem vochten Wayne Gardner en Randy Mamola om de tweede plaats, die naar Gardner ging toen Mamola eieren voor zijn geld koos en zich richtte op de verdediging tegen de opkomende Raymond Roche. Roche was zijn landgenoot Christian Sarron voorbijgegaan. Sarron, vermoeid door de hitte, probeerde Roche terug te pakken, maar viel daarbij en werd met een shock naar de mobiele kliniek gebracht. Voor het eerst in het seizoen kwamen twee Cagiva's aan de start. Marco Lucchinelli zorgde voor wat blijdschap bij het publiek toen hij in een achtervolgende groep de leiding nam en op de zesde plaats reed, maar hij moest stoppen toen een van zijn uitlaten afbrak. Teamgenoot Virginio Ferrari, voor het eerst in dit seizoen aan de start, was toen al gestopt met ontstekingsproblemen. 

### Uitslagen 500cc-klasse
|    | Datum       | Race                    | Circuit           | 1e               | 2e              | 3e               | Poleposition    | Snelste ronde    |
| -- | ----------- | ----------------------- | ----------------- | ---------------- | --------------- | ---------------- | --------------- | ---------------- |
| 1  | 23 maart    | GP van Zuid-Afrika      | Kyalami           | Eddie Lawson     | Freddie Spencer | Wayne Gardner    | Freddie Spencer | Freddie Spencer  |
| 2  | 5 mei       | GP van Spanje           | Jarama            | Freddie Spencer  | Eddie Lawson    | Christian Sarron | Eddie Lawson    | Freddie Spencer  |
| 3  | 15 mei      | GP van Duitsland        | Hockenheim        | Christian Sarron | Freddie Spencer | Ron Haslam       | Freddie Spencer | Christian Sarron |
| 4  | 26 mei      | GP des Nations          | Mugello           | Freddie Spencer  | Eddie Lawson    | Wayne Gardner    | Freddie Spencer | Freddie Spencer  |
| 5  | 2 juni      | GP van Oostenrijk       | Salzburgring      | Freddie Spencer  | Eddie Lawson    | Christian Sarron | Freddie Spencer | Freddie Spencer  |
| 6  | 16 juni     | GP van Joegoslavië      | Rijeka            | Eddie Lawson     | Freddie Spencer | Wayne Gardner    | Freddie Spencer | Eddie Lawson     |
| 7  | 29 juni     | Dutch TT                | Assen             | Randy Mamola     | Ron Haslam      | Wayne Gardner    | Freddie Spencer | Wayne Gardner    |
| 8  | 7 juli      | GP van België           | Spa-Francorchamps | Freddie Spencer  | Eddie Lawson    | Christian Sarron | Freddie Spencer | Eddie Lawson     |
| 9  | 21 juli     | GP van Frankrijk        | Le Mans           | Freddie Spencer  | Raymond Roche   | Randy Mamola     | Freddie Spencer | Christian Sarron |
| 10 | 4 augustus  | GP van Groot-Brittannië | Silverstone       | Freddie Spencer  | Eddie Lawson    | Christian Sarron | Freddie Spencer | Freddie Spencer  |
| 11 | 11 augustus | GP van Zweden           | Anderstorp        | Freddie Spencer  | Eddie Lawson    | Ron Haslam       | Freddie Spencer | Freddie Spencer  |
| 12 | 1 september | GP van San Marino       | Misano            | Eddie Lawson     | Wayne Gardner   | Randy Mamola     | Eddie Lawson    | Eddie Lawson     |

### Eindstand 500cc-klasse
| Pos. | Coureur              | Merk                      | Ptn. |
| ---- | -------------------- | ------------------------- | ---- |
| 1    | Freddie Spencer      | Rothmans-HRC-Honda        | 141  |
| 2    | Eddie Lawson         | Marlboro-Agostini-Yamaha  | 133  |
| 3    | Christian Sarron     | Gauloises-Sonauto-Yamaha  | 80   |
| 4    | Wayne Gardner        | Rothmans-HRC-Honda-UK     | 73   |
| 5    | Ron Haslam           | Rothmans-HRC-Honda-UK     | 73   |
| 6    | Randy Mamola         | Rothmans-HRC-Honda        | 72   |
| 7    | Raymond Roche        | Marlboro-Agostini-Yamaha  | 50   |
| 8    | Didier de Radiguès   | ELF-Chevallier-HRC-Honda  | 47   |
| 9    | Rob McElnea          | Skoal Bandit-Heron-Suzuki | 20   |
| 10   | Boet van Dulmen      | Honda / Bakker-Honda      | 18   |
| 10   | Mike Baldwin         | Honda                     | 18   |
| 12   | Pierre-Etienne Samin | ELF-Chevallier-Honda      | 11   |
| 12   | Sito Pons            | HB-Gallina-Suzuki         | 11   |
| 14   | Gustav Reiner        | Bakker-Honda              | 10   |

| Pos. | Coureur           | Merk               | Ptn. |
| ---- | ----------------- | ------------------ | ---- |
| 15   | Franco Uncini     | HB-Gallina-Suzuki  | 8    |
| 16   | Fabio Biliotti    | Honda              | 5    |
| 17   | Mile Pajic        | SNRT-Honda         | 3    |
| 17   | Takazumi Katayama | Rothmans-HRC-Honda | 3    |
| 17   | Roger Burnett     | Honda-UK           | 3    |
| 20   | Thierry Espié     | Chevallier-Honda   | 3    |
| 21   | Tadahiko Taira    | Yamaha             | 2    |
| 21   | Henk van der Mark | SNRT-Honda         | 2    |
| 21   | Neil Robinson     | Suzuki             | 2    |
| 24   | Dave Petersen     | Honda              | 1    |
| 24   | Rob Punt          | Suzuki             | 1    |
| 24   | Paul Lewis        | Heron-Suzuki       | 1    |
| 24   | Massimo Messere   | Honda              | 1    |

### Constructeurstitel 500cc-klasse
| Pos. | Constructeur | Ptn. |
| ---- | ------------ | ---- |
| 1    | Honda        | 168  |
| 2    | Yamaha       | 144  |
| 3    | Suzuki       | 26   |

## 250cc-klasse
Freddie Spencer gebruikte in 1985 de Honda RS 250 R-W, die speciaal voor hem door Honda Racing Corporation gebouwd was. Toni Mang en Fausto Ricci hadden ook Honda-fabrieksracers, maar die weken af van de machine van Spencer. Freddie werd in dit seizoen slechts één keer echt verslagen. Dat was tijdens de Duitse GP toen Martin Wimmer hem klopte. In de Britse GP werd Spencer vierde, maar daar hoefde hij geen risico's te nemen, want dat was voldoende voor de wereldtitel. Na deze natte race moest hij ten slotte ook nog in de 500cc-klasse starten. Tegen het einde van het seizoen kreeg Carlos Lavado in twee races de beschikking over de nieuwe Yamaha YZR 250, net als de Honda een V-twin. 
Zuid-Afrika, Kyalami
Freddie Spencer was van plan om in de 250cc-race snel een gat te slaan met de concurrentie om daarna rustiger te kunnen rijden en zijn krachten te sparen voor de 500cc-race. Dat lukte. Toni Mang en Carlos Lavado konden hem een tijdje volgen en soms zelfs de leiding nemen, maar na een ronde of tien had Spencer een gat geslagen. Mang en Lavado vochten om de tweede plaats, maar de slecht gestarte Mario Rademeyer kwam zeer snel naar voren. Hij passeerde de achtervolgende groep met o.a. Stéphane Mertens, Jean-François Baldé, Fausto Ricci en Martin Wimmer en niet veel later ook Mang en Lavado. Het gat van 4 seconden naar Spencer wist hij ook te verkleinen, tot zijn motor toeren begon te verliezen. Plotseling was Mang weer tweede, maar Rademeyer wist toch nog derde te worden voor Lavado.
Spanje, Jarama
Vanaf het podium na de 500cc-race stapte Freddie Spencer meteen op zijn Honda RS 250 R-W voor de 250cc-race. Hij nam meteen een ruime voorsprong waardoor Alan Carter, Carlos Lavado, Martin Wimmer, Toni Mang en Fausto Ricci om de tweede plaats vochten. In de twintigste ronde sloeg er echter een gat in de uitlaat van Spencer's machine en hij verloor zoveel vermogen dat hij naar de negende plaats terugviel. Daardoor kon Lavado gemakkelijk naar de overwinning rijden. Wimmer had hem misschien nog kunnen bedreigen, maar werd gehinderd door olie uit de voorvork die zijn vizier vervuilde. 
Duitsland, Hockenheim
Maurizio Vitali en Fausto Ricci haalden de start van de 250cc-race niet. Vitali's machine kreeg in de opwarmronde een vastloper waardoor hij zelfs viel. Op de natte baan was de race allesbehalve spannend. Martin Wimmer nam meteen de leiding en was niet meer te achterhalen. Aanvankelijk werd hij achtervolgd door Toni Mang, maar toen die zijn vizier verloor werd hij gepasseerd door Freddie Spencer, die na een slechte start een inhaalrace had gereden. Spencer wilde Wimmer nog wel aanvallen, maar na enkele glijpartijen besloot hij eieren voor zijn geld te kiezen.
Nations Grand Prix, Mugello
Na zijn gewonnen 500-race en de huldiging stond Freddie Spencer met een frisse overall en helm op de tweede startplaats van de 250cc-klasse. Martin Wimmer stond op poleposition, maar had eigenlijk voor de start zijn kansen al verspeeld. Tijdens de opwarmronde had hij zijn koppeling te veel laten slippen waardoor ze verbrand was en na twee ronden moest hij opgeven. In het begin van de race gingen Carlos Lavado en Fausto Ricci aan de leiding, terwijl Spencer slechts twaalfde was. Na vijf ronden lag Spencer al op de derde plaats en na negen ronden was hij tweede achter Lavado, die een kleine voorsprong had. Toen Spencer hem eenmaal bereikt had bleef hij enkele ronden achter Lavado rijden, maar in de zeventiende ronde nam hij de leiding over om ten slotte met drie seconden voorsprong zijn tweede race van de dag te winnen. 
Oostenrijk, Salzburgring
Dat de Salzburgring slechts 15 km van de Beierse grens lag was goed te merken aan het gejuich dat de Duitse toeschouwers veroorzaakten toen Toni Mang de leiding in de 250cc-race nam. Hij werd toen nog gevolgd door Fausto Ricci, Maurizio Vitali en daarachter pas Freddie Spencer. Vitali kreeg echter problemen en zakte langzaam weg tot buiten de top tien, terwijl Spencer zijn race rustig opbouwde tot hij aansloot bij Mang. Toen ontstond er een spelletje, waarbij Mang en Spencer regelmatig van positie wisselden, tot het gejuich zeven ronden voor het einde veranderde in gefluit. Spencer had nu echt gas gegeven en reed Mang nog op 1½ seconde. Ricci werd op flinke achterstand derde, nog voor Martin Wimmer, die tegenviel omdat zijn machine niet optimaal liep. 
Joegoslavië, Rijeka
In de 250cc-race was er wel strijd, maar die ging om de plaatsen drie t/m vijf en zes t/m negen. Freddie Spencer had na drie ronden al bijna vier seconden voorsprong op Martin Wimmer en Toni Mang. Carlos Lavado stak hen echter allebei voorbij en toen Wimmer problemen kreeg met zijn tankontluchting kwam hij in de achtervolgende groep met Siegfried Minich, Juan Garriga, Carlos Cardús en Loris Reggiani terecht. Spencer, Lavado en Mang bezetten de eerste drie plaatsen met groot onderling verschil. Cardús kwam ten val en Toni Mang viel uit toen een stuk van zijn stroomlijnkuip losschoot en tegen een bougiekabel stootte. Zo werd Loris Reggiani derde achter Spencer en Lavado.
Dutch TT, Assen
Hoewel Martin Wimmer na de eerste ronde op kop doorkwam, gevolgd door Carlos Lavado, Freddie Spencer, Loris Reggiani en Jacques Cornu, was de beste start toch voor Toni Mang. Hij had zich vanaf de 29e startplaats al op de zesde positie genesteld. In de derde ronde kwam Mang zelfs even aan de leiding van de race. In de vierde ronde maakte Mang een klein foutje, waarvan Lavado leek te profiteren, maar hij remde zichzelf onderuit. Spencer besloot er alleen vandoor te gaan en de race leek zich te stabiliseren, totdat Wimmer besloot een aanval op Mang in te zetten. Dat lukte en hij werd tweede, voor Mang, Reggiani en Cornu, die zich steeds beter herstelde van zijn eerder opgelopen hoofdblessure.
België, Spa-Francorchamps
Nadat de 125cc-race al geen spanning had gekend waar het de eerste plaats betrof, gaf de 250cc-race hetzelfde beeld. Nu was het Freddie Spencer die de race van start tot finish leidde en na de eerste ronde al drie seconden voorsprong had. Toen was Loris Reggiani al in de strobalen gevlogen en in de tweede ronde nam Hans Lindner in zijn val Reinhold Roth mee. Ver achter Spencer werd om de tweede plaats gestreden door Carlos Lavado en Toni Mang. Dat gevecht eindigde toen de machine van Mang tegen het einde langzamer ging lopen. Lavado werd dus tweede en Mang derde. 
Frankrijk, Le Mans
Toni Mang en Freddie Spencer liepen na de start van de 250cc-race in Frankrijk meteen weg van de rest van het veld, met Mang de eerste vijf ronden op kop. Toen gaf Spencer gas om met tien seconden voorsprong te winnen. Intussen was de strijd om de derde plaats ook niet spannend, want daar reed Fausto Ricci een tamelijk eenzame race. Strijd was er wel om de vierde plaats, waar Manfred Herweh aantoonde dat hij weer fit begon te worden na zijn val in de training van de Spaanse Grand Prix. 
Groot-Brittannië, Silverstone
Met zijn pijnlijke handen in plastic handschoenen (van Barry Sheene gekregen) gestoken startte Carlos Lavado toch in de 250cc-race, maar Alan Carter dook als eerste Copse Corner in, gevolgd door Toni Mang, Freddie Spencer, Fausto Ricci, Pierre Bolle en Reinhold Roth. Carter nam al in de eerste ronde een flinke voorsprong. Toni Mang volgde, terwijl Spencer iets terugviel. Spencer hoefde geen risico's te nemen, want de vierde plaats was voldoende om zijn wereldtitel veilig te stellen. Bovendien had hij problemen met het piekerige vermogen van zijn Honda RS 250 R-W, was zijn gearing te kort gekozen en wilde hij niet riskeren dat hij niet meer in de 500cc-race zou kunnen starten. Ricci en Roth passeerden Spencer, maar Ricci viel later weer terug en werd uiteindelijk slechts achtste. Koploper Carter bouwde een voorsprong van twaalf seconden op, maar viel in Stowe Corner. Geholpen door de baancommissarissen wist hij zijn machine weer te starten om uiteindelijk zevende te worden. Toni Mang kwam zodoende aan de leiding, gevolgd door Reinhold Roth en Manfred Herweh, die na een goede inhaalrace Spencer voorbijgegaan was. Een compleet Duits podium was het gevolg, maar Spencer was de eerste Honda-250cc-wereldkampioen sinds Mike Hailwood in het seizoen 1967. 
Zweden, Anderstorp
Carlos Lavado stond weliswaar op poleposition in Zweden, maar hij startte slecht. Na de eerste ronde kwam hij als vijfde door, terwijl Toni Mang aan de leiding ging. Na twee ronde was Lavado al derde en na drie ronden tweede. Hij passeerde Mang, maar vergde te veel van zijn banden. Vijf keer wisselden de posities aan de kop van het veld, maar uiteindelijk was Mang de winnaar. Intussen reed Fausto Ricci onbedreigd op de derde plaats. Manfred Herweh was vierde, maar hij gleed onderuit. 
San Marino, Misano
Fausto Ricci startte in Misano het snelste, maar in de tweede ronde nam Carlos Lavado de leiding van hem over. Ricci kreeg het moeilijk met Jean-Michel Mattioli met zijn privé-Yamaha. Ook Toni Mang en Manfred Herweh kregen aansluiting terwijl ook Loris Reggiani snel naar de kopgroep toereed. Mang nam de tweede plaats over van Ricci, die schakelproblemen had en Reggiani wist zelfs nog door te stomen naar de derde plaats op het podium.

### Uitslagen 250cc-klasse
|    | Datum       | Race                    | Circuit           | 1e              | 2e              | 3e              | Poleposition    | Snelste ronde   |
| -- | ----------- | ----------------------- | ----------------- | --------------- | --------------- | --------------- | --------------- | --------------- |
| 1  | 23 maart    | GP van Zuid-Afrika      | Kyalami           | Freddie Spencer | Toni Mang       | Mario Rademeyer | Carlos Lavado   | Mario Rademeyer |
| 2  | 5 mei       | GP van Spanje           | Jarama            | Carlos Lavado   | Martin Wimmer   | Toni Mang       | Freddie Spencer | Freddie Spencer |
| 3  | 15 mei      | GP van Duitsland        | Hockenheim        | Martin Wimmer   | Freddie Spencer | Toni Mang       | Freddie Spencer | Martin Wimmer   |
| 4  | 26 mei      | GP des Nations          | Mugello           | Freddie Spencer | Carlos Lavado   | Fausto Ricci    | Martin Wimmer   | Freddie Spencer |
| 5  | 2 juni      | GP van Oostenrijk       | Salzburgring      | Freddie Spencer | Toni Mang       | Fausto Ricci    | Freddie Spencer | Freddie Spencer |
| 6  | 16 juni     | GP van Joegoslavië      | Rijeka            | Freddie Spencer | Carlos Lavado   | Loris Reggiani  | Freddie Spencer | Freddie Spencer |
| 7  | 29 juni     | Dutch TT                | Assen             | Freddie Spencer | Martin Wimmer   | Toni Mang       | Carlos Lavado   | Martin Wimmer   |
| 8  | 7 juli      | GP van België           | Spa-Francorchamps | Freddie Spencer | Carlos Lavado   | Toni Mang       | Freddie Spencer | Freddie Spencer |
| 9  | 21 juli     | GP van Frankrijk        | Le Mans           | Freddie Spencer | Toni Mang       | Fausto Ricci    | Freddie Spencer | Freddie Spencer |
| 10 | 4 augustus  | GP van Groot-Brittannië | Silverstone       | Toni Mang       | Reinhold Roth   | Manfred Herweh  | Freddie Spencer | Freddie Spencer |
| 11 | 10 augustus | GP van Zweden           | Anderstorp        | Toni Mang       | Carlos Lavado   | Fausto Ricci    | Carlos Lavado   | Toni Mang       |
| 12 | 1 september | GP van San Marino       | Misano            | Carlos Lavado   | Toni Mang       | Loris Reggiani  | Carlos Lavado   | Carlos Lavado   |

### Eindstand 250cc-klasse
| Pos. | Coureur              | Merk                                 | Ptn. |
| ---- | -------------------- | ------------------------------------ | ---- |
| 1    | Freddie Spencer      | Rothmans-HRC-Honda                   | 127  |
| 2    | Toni Mang            | Marlboro-HRC-Honda                   | 124  |
| 3    | Carlos Lavado        | Venemotos-Yamaha                     | 94   |
| 4    | Martin Wimmer        | Mitsui-Yamaha                        | 69   |
| 5    | Fausto Ricci         | Rothmans-HRC-Honda                   | 50   |
| 6    | Loris Reggiani       | Aprilia-Rotax                        | 44   |
| 7    | Alan Carter          | Honda / HRC-Honda                    | 32   |
| 8    | Manfred Herweh       | Bakker-Real-Rotax                    | 31   |
| 9    | Reinhold Roth        | Juchem-Yamaha                        | 29   |
| 10   | Jacques Cornu        | Bakker-Parisienne / Parisienne-Honda | 25   |
| 11   | Pierre Bolle         | Parisienne-Honda / Bakker-Parisienne | 22   |
| 12   | Carlos Cardús        | Cobas-Rotax                          | 21   |
| 13   | Jean-Michel Mattioli | Yamaha                               | 19   |
| 14   | Donnie McLeod        | Silverstone-Armstrong-Rotax          | 14   |
| 15   | Mario Rademeyer      | Yamaha                               | 10   |
| 16   | Siegfried Minich     | Yamaha                               | 9    |

| Pos. | Coureur                | Merk                        | Ptn. |
| ---- | ---------------------- | --------------------------- | ---- |
| 17   | Luis Miguel Reyes      | Cobas-Rotax                 | 9    |
| 18   | Juan Garriga           | Cobas-Rotax                 | 8    |
| 19   | Jean-François Baldé    | Pernod / Yamaha             | 8    |
| 20   | Stéphane Mertens       | Yamaha                      | 8    |
| 21   | Dominique Sarron       | Rothmans-Honda              | 7    |
| 22   | Maurizio Vitali        | Garelli                     | 5    |
| 22   | Roland Freymond        | Yamaha                      | 5    |
| 22   | Hans Lindner           | Bakker-Rotax                | 5    |
| 22   | Harald Eckl            | Juchem-Yamaha               | 5    |
| 26   | Jean Foray             | Chevallier-Yamaha           | 4    |
| 27   | August Auinger         | Bartol                      | 3    |
| 28   | Thierry Rapicault      | Yamaha                      | 1    |
| 28   | Jean-Louis Guignabodet | MIG-Rotax                   | 1    |
| 28   | Patrick Igoa           | Rothmans-Honda              | 1    |
| 28   | Joey Dunlop            | Honda                       | 1    |
| 28   | Niall Mackenzie        | Silverstone-Armstrong-Rotax | 1    |

### Constructeurstitel 250cc-klasse
| Pos. | Constructeur | Ptn. |
| ---- | ------------ | ---- |
| 1    | Honda        | 169  |
| 2    | Yamaha       | 135  |
| 3    | Aprilia      | 44   |

## 125cc-klasse
Garelli was regerend wereldkampioen, maar het 125cc-team was flink gewijzigd. Eugenio Lazzarini was nu teammanager en Ángel Nieto reed op de nieuwe 250cc-machine. Fausto Gresini kreeg nu steun van de jonge Ezio Gianola in het team dat gesponsord werd door de Italiaanse bond FMI. Daarom mochten er ook alleen (jonge) Italianen rijden. In het eerste deel van het seizoen was Pier Paolo Bianchi de sterkste, maar in het tweede deel begonnen Gresini en Gianola steeds beter te presteren. Behalve wanneer het regende, want dan was August Auinger, die vanwege zijn lengte niet echt gebouwd was voor de 125cc-klasse, bijna niet te kloppen. Hij won drie regenraces. Uiteindelijk ging Bianchi met een voorsprong van vijf punten naar de laatste Grand Prix, maar daarin viel hij uit waardoor de wereldtitel naar Gresini ging. 
Spanje, Jarama
De 125cc-rijders troffen elkaar in Spanje voor het eerst en zonder Eugenio Lazzarini (gestopt) en Ángel Nieto (overgestapt naar de 250cc-klasse) kregen de jonge nieuwelingen de kans zich te bewijzen. August Auinger had de snelste start, maar verslikte zich al in de eerste bocht en was uitgeschakeld. Fausto Gresini nam een kleine voorsprong op een groep met Domenico Brigaglia, Ezio Gianola, Luca Cadalora, Jean-Claude Selini en Andres Sánchez. Cadalora en Gianola raakten elkaar in de vierde ronde, waardoor Cadalora naar de pit moest en Gianola een inhaalrace moest beginnen. Gresini werd intussen bedreigd door Pier Paolo Bianchi, die na een slechte start naar voren was gekomen. Drie ronden voor het einde nam Bianchi de leiding om ze niet meer af te staan. Gresini werd tweede, Brigaglia derde en Gianola ondanks zijn tegenslag toch nog vierde. 
Duitsland, Hockenheim
August Auinger zat na de start van de 125cc-race in een kopgroep met Pier Paolo Bianchi, Domenico Brigaglia, Luca Cadalora, Fausto Gresini, Bruno Kneubühler en Olivier Liégeois. Auinger wilde het aanvankelijk opgeven omdat zijn MBA door het opspattende water van de voorliggers niet goed wilde lopen. Na veel enerverende gevechten waarbij de koppositie regelmatig wisselde kwam Auinger echter aan de leiding en daarmee was het gespetter ook afgelopen. Gianola kwam ten val en Cadalora gaf op met een beslagen vizier, terwijl Gresini en Bianchi niet konden volgen en vochten om de tweede plaats. Auinger scoorde de eerste WK-overwinning van zijn carrière.
Nations Grand Prix, Mugello
Na zijn overwinning in de GP van Duitsland ging August Auinger nu meteen na de start in de slag met Fausto Gresini, Pier Paolo Bianchi en Bruno Kneubühler. Bianchi nam echter de leiding terwijl Gresini al in de eerste ronde in de fout ging en viel. Auinger viel in de vijfde ronde ook. Intussen waren Ezio Gianola en Luca Cadalora aan een inhaalrace bezig. Gianola zag zijn inspanningen beloond met de tweede plaats, maar Cadalora kwam op spectaculaire wijze ten val. Kneubühler kon zich goed weren tegen Bianchi, maar moest stoppen om een stuk plakband uit een van de carburateurs te verwijderen. Hij kon toch nog - achter Lucio Pietroniro - vierde worden. Pietroniro had wat geluk nodig om derde te worden; Giuseppe Ascareggi viel met een lege tank stil. Van de 38 starters kwamen er slechts 14 aan de finish.
Oostenrijk, Salzburgring
Na de eerste ronde van de 125cc-race leidde Pier Paolo Bianchi nog, maar zijn MBA maakte vreemde geluiden waardoor hij het gas wat dichtdraaide en zich liet terugzakken naar de vierde plaats. In eerste instantie leken de Garelli-rijders Ezio Gianola en Fausto Gresini daarvan te profiteren, maar zij kregen tegenstand van August Auinger, die in de vierde ronde de leiding nam. Zo ontstond een spannende strijd, want de Garelli's moesten slipstreamen om Auinger op de vlakke delen te kunnen volgen, terwijl op het hellende deel Auinger alle zeilen moest bijzetten om de Garelli's te kunnen volgen. Drie ronden voor het einde beslechtte Gresini het pleit door de snelste ronde te rijden en uiteindelijk enkele tienden van seconden weg te lopen van Auinger, die nipt tweede werd voor Gianola. 
Dutch TT, Assen
Vlak voor de start van de 125cc-race in Assen moesten de coureurs nog regenbanden monteren. Hoewel Lucio Pietroniro als snelste vertrok, werd hij vrijwel onmiddellijk voorbijgestoken door Pier Paolo Bianchi, die al snel gezelschap kreeg van Fausto Gresini. Diens stalgenoot Ezio Gianola zat toen nog in een achtervolgende groep met Pietroniro, Olivier Liégeois, Bruno Kneubühler, Jean-Claude Selini en Jussi Hautaniemi. Dankzij wat vertragend werk van Gresini wist Gianola echter de kopgroep te bereiken en zo ontstond een mooi gevecht om de leiding. De posities wisselden regelmatig, waarbij Bianchi soms aan de leiding kwam door een hogere topsnelheid, terwijl de Garelli-rijders het moesten hebben van hun uitremacties. Toen het harder begon te regenen wist Bianchi echter een voorsprong op te bouwen. Hoewel het voor Garelli belangrijk was dat Gresini tweede zou worden, ging Gianola beter met de nattigheid om en hij kwam na Bianchi over de finish, terwijl Gresini nog bedreigd werd door Selini, die vierde werd. 
België, Spa-Francorchamps
WK-leider Pier Paolo Bianchi had het moeilijk in België, want nadat hij vanaf de tweede startrij moest beginnen ging het in de race ook niet makkelijk. Fausto Gresini nam al snel na de start de leiding om ze niet meer af te staan. Hij won met een ruime voorsprong. De spanning moest komen uit de gevechten achter hem. Lucio Pietroniro deed het in zijn thuisrace erg goed en vocht met Bruno Kneubühler om de tweede plaats. Toen Kneubühler hem in de vierde ronde voorbijstak koos Pietroniro voor zekerheid en de derde plaats. Bianchi was toen hard aan het werk in zijn gevecht met August Auinger, Jean-Claude Selini en Willy Pérez. Selini viel met machinepech uit, maar Auinger klopte Bianchi met tien seconden verschil. Bianchi óf zijn team MBA waren slechte verliezers, want er werd een protest ingediend tegen de cilinderinhoud van de Garelli van Gresini. Die bleek bij nameten 124,6 cc te bedragen. 
Frankrijk, Le Mans
De 125cc-race deed een beetje denken aan de races in het seizoen 1984, toen teamgenoten Ángel Nieto en Eugenio Lazzarini steeds een schijngevecht leverden, dat uiteindelijk steeds door Nieto gewonnen werd. Nu was Lazzarini de teambaas, en zijn pupillen Fausto Gresini en Ezio Gianola voerden het toneelstukje op, maar Gresini moest winnen. Het plan mislukte omdat in Le Mans start- en finishlijn niet dezelfde waren. Gianola kwam als eerste uit de laatste bocht en gebaarde naar Gresini dat hij voorbij moest komen om als eerste de lijn te passeren. Feitelijk was hij de finishlijn, ongeveer 100 meter voor de startlijn, echter al met 0,22 seconden voorsprong gepasseerd. Bruno Kneubühler pakte de derde plaats, die hij de hele race tamelijk eenzaam bezet had.
Groot-Brittannië, Silverstone
Toen de eerste schermutselingen na de start van de 125cc-race voorbij waren, werd de race geleid door een groepje met Jussi Hautaniemi, Thierry Feuz en Jean-Claude Selini. Bruno Kneubühler en Pier Paolo Bianchi kenden een slechte start, maar wisten zich naar voren te werken. Kneubühler gaf echter op omdat hij veel last had van een in de training geblesseerde hand. Van de WK-koplopers voegde zich als eerste Fausto Gresini bij de kopgroep, terwijl Ezio Gianola in de tweede ronde ten val kwam. August Auinger pakte de tweede plaats achter Selini, maar zijn Dunlop-banden werkten uitstekend in de regen en hij nam de leiding en liep elke ronde verder uit. Ook Bianchi kwam naar voren en hij nam de tweede plaats in. Gresini moest de strijd om de derde plaats uitvechten met Selini. In de laatste bocht wist Selini de derde plaats te pakken, waardoor Gresini slechts acht punten scoorde. Voor de WK-stand had dit grote gevolgen: Bianchi nam de leiding weer over en door zijn overwinning én het uitvallen van Gianola kwam Auinger nu op de gedeelde derde plaats te staan. 
Zweden, Anderstorp
De 125cc-klasse startte in Zweden op een kletsnatte baan. Dat was een kolfje naar de hand van August Auinger, die naast de beide Garelli-rijders Fausto Gresini en Ezio Gianola op de eerste startrij stond. Gresini en Auinger namen samen meteen de leiding, gevolgd door Johnny Wickström. Pier Paolo Bianchi had juist een slechte start en was ongeveer als laatste weg. Wickström moest in de pit een bougiekabel vast laten zetten en viel terug. Tot dat moment zag het er voor Gresini heel goed uit, maar Bianchi werkte zich rustig door het veld naar voren terwijl Gresini's machine in de laatste ronde op één cilinder ging lopen. Auinger ging hem voorbij, maar ook Bianchi, die nu met vijf punten voorsprong aan de laatste race in Misano kon beginnen.
San Marino, Misano
Het was voor het publiek misschien leuker geweest om de spannendste race tot het laatst te bewaren, maar het was nu eenmaal niet zo gepland: de 125cc-race opende het programma in Misano. Pier Paolo Bianchi, leider in het wereldkampioenschap, wilde het echter niet te spannend maken, want hij nam meteen de leiding voor Fausto Gresini, Ezio Gianola, Maurizio Vitali en Pierfrancesco Chili. Chili viel echter in de tweede ronde, terwijl Gresini de leiding nam, wegliep van de rest en de race eenvoudig won. Vitali had beloofd zich niet met de titelstrijd te bemoeien, maar hij was voor de 250cc-klasse in dienst van Garelli en maakte het Bianchi zo moeilijk mogelijk. Bianchi maakte een foutje, maar reed het gat weer dicht en nam de tweede plaats in. Op dat moment was dat genoeg om wereldkampioen te worden, maar vijf ronden voor het einde ging zijn MBA op één cilinder lopen en parkeerde hij in de pit. Gianola werd tweede, nadat hij in de laatste bocht Vitali nog geraakt had. Het verschil tussen deze twee was dan ook slechts 0,02 seconde. De overwinning én de wereldtitel gingen naar Fausto Gresini.

### Uitslagen 125cc-klasse
|    | Datum       | Race                    | Circuit           | 1e                 | 2e                 | 3e                 | Poleposition       | Snelste ronde      |
| -- | ----------- | ----------------------- | ----------------- | ------------------ | ------------------ | ------------------ | ------------------ | ------------------ |
| 1  | 5 mei       | GP van Spanje           | Jarama            | Pier Paolo Bianchi | Fausto Gresini     | Domenico Brigaglia | Luca Cadalora      | Pier Paolo Bianchi |
| 2  | 15 mei      | GP van Duitsland        | Hockenheim        | August Auinger     | Fausto Gresini     | Pier Paolo Bianchi | Pier Paolo Bianchi | August Auinger     |
| 3  | 25 mei      | GP des Nations          | Mugello           | Pier Paolo Bianchi | Ezio Gianola       | Lucio Pietroniro   | August Auinger     | Luca Cadalora      |
| 4  | 2 juni      | GP van Oostenrijk       | Salzburgring      | Fausto Gresini     | August Auinger     | Ezio Gianola       | Ezio Gianola       | Fausto Gresini     |
| 5  | 29 juni     | Dutch TT                | Assen             | Pier Paolo Bianchi | Ezio Gianola       | Fausto Gresini     | Fausto Gresini     | Jussi Hautaniemi   |
| 6  | 7 juli      | GP van België           | Spa-Francorchamps | Fausto Gresini     | Bruno Kneubühler   | Lucio Pietroniro   | Fausto Gresini     | August Auinger     |
| 7  | 21 juli     | GP van Frankrijk        | Le Mans           | Ezio Gianola       | Fausto Gresini     | Bruno Kneubühler   | Fausto Gresini     | Ezio Gianola       |
| 8  | 4 augustus  | GP van Groot-Brittannië | Silverstone       | August Auinger     | Pier Paolo Bianchi | Jean-Claude Selini | Ezio Gianola       | August Auinger     |
| 9  | 11 augustus | GP van Zweden           | Anderstorp        | August Auinger     | Pier Paolo Bianchi | Fausto Gresini     | Fausto Gresini     | Ezio Gianola       |
| 10 | 1 september | GP van San Marino       | Misano            | Fausto Gresini     | Ezio Gianola       | Maurizio Vitali    | Fausto Gresini     | Bruno Kneubühler   |

### Eindstand 125cc-klasse
| Pos. | Coureur            | Merk        | Ptn. |
| ---- | ------------------ | ----------- | ---- |
| 1    | Fausto Gresini     | FMI-Garelli | 109  |
| 2    | Pier Paolo Bianchi | MBA         | 99   |
| 3    | August Auinger     | Bartol-MBA  | 78   |
| 4    | Ezio Gianola       | FMI-Garelli | 77   |
| 5    | Bruno Kneubühler   | LCR-MBA     | 58   |
| 6    | Domenico Brigaglia | MBA         | 45   |
| 7    | Jean-Claude Selini | MBA         | 36   |
| 8    | Jussi Hautaniemi   | MBA         | 26   |
| 9    | Lucio Pietroniro   | MBA         | 25   |
| 10   | Olivier Liégeois   | MBA         | 23   |
| 11   | Johnny Wickström   | MBA         | 17   |
| 12   | Maurizio Vitali    | MBA         | 10   |
| 13   | Alfred Waibel      | MBA         | 10   |

| Pos. | Coureur            | Merk     | Ptn. |
| ---- | ------------------ | -------- | ---- |
| 14   | Willy Pérez        | MBA      | 9    |
| 15   | Giuseppe Ascareggi | MBA      | 6    |
| 16   | Håkan Olsson       | MBA      | 5    |
| 17   | Luca Cadalora      | MBA      | 4    |
| 18   | Andres Sánchez     | MBA      | 4    |
| 19   | Willy Hupperich    | Seel-MBA | 4    |
| 20   | Mike Leitner       | MBA      | 3    |
| 20   | Esa Kytölä         | MBA      | 3    |
| 22   | Thierry Feuz       | MBA      | 3    |
| 23   | Jacky Hutteau      | MBA      | 2    |
| 23   | Gastone Grassetti  | MBA      | 2    |
| 25   | Michel Escudier    | MBA      | 1    |
| 25   | Mick McGarrity     | MBA      | 1    |

### Constructeurstitel 125cc-klasse
| Pos. | Constructeur | Ptn. |
| ---- | ------------ | ---- |
| 1    | MBA          | 126  |
| 2    | Garelli      | 126  |

## 80cc-klasse
De overwinning in de openingsrace van de 80cc-klasse ging naar Jorge Martínez met een Derbi, maar Stefan Dörflinger werd tweede. Dörflinger finishte in de eerste vijf races steeds op het podium en maakte slechts één grote fout: In Assen verremde hij zich waardoor Gerd Kafka won. In de voorlaatste race kon Dörflinger het al rustig aan doen en toch wereldkampioen worden. Ook de poging van Derbi om in de laatste race de derde plaats voor Manuel Herreros én de constructeurstitel te grijpen mislukte. 
Spanje, Jarama
De seizoensopening van de 80cc-klasse begon met een kleine kopgroep die bestond uit Jorge Martínez, Stefan Dörflinger en Hans Spaan. Zij leverden mooie gevechten, maar het tempo lag niet hoog zodat Manuel Herreros in de zevende ronde aansluiting kon vinden. Toen tegen het eind van de race de achterblijvers gepasseerd moesten worden splitste de kopgroep zich: Martínez schudde Dörflinger af en won, terwijl Spaan in gevecht was met Herreros om de derde plaats. Die strijd eindigde toen Spaan in de laatste ronde viel.
Duitsland, Hockenheim
Voor Hans Spaan begon de pech al in de opwarmronde, waarvan hij terugkeerde met een lekke achterband. Het wiel kon wel verwisseld worden, maar alleen met een intermediate, waarmee hij eigenlijk kansloos was. Spannend werd de race niet, want ook het Derbi-team werd door pech geplaagd: Jorge Martínez stopte al na een ronde door een kapotte bougie en Manuel Herreros kampte met een ketting die over het tandwiel sprong. Ver achter Dörflinger vochten de beide Seel-coureurs Gerhard Waibel en Gerd Kafka om de tweede plaats.
Nations Grand Prix, Mugello
Na de start van de 80cc-race in Italië nam Theo Timmer de leiding, maar al snel moest hij het hoofd buigen voor Stefan Dörflinger en Jorge Martínez. Timmer ging in gevecht om de derde plaats met Gerd Kafka, Bruno Casanova, Gerhard Waibel en Ian McConnachie. Kafka riskeerde te veel en viel, terwijl Waibel in de pit stopte. Timmer viel ook terwijl hij op de derde plaats lag. Intussen nam Martínez afstand van Dörflinger, die vermogen verloor door een gescheurde uitlaat. Dat gaf Manuel Herreros de kans om zijn Derbi naar de tweede plaats te sturen. 
Joegoslavië, Rijeka
In de warm-uptraining op zondagmorgen hadden de 80cc-rijders nog last gehad van de harde wind, maar bij de start was het minder erg. De beide Seel-rijders Gerd Kafka en Gerhard Waibel namen meteen de leiding terwijl de titelkandidaten Stefan Dörflinger en Jorge Martínez juist slecht wegkwamen. Inhalen was niet makkelijk, maar toch nam Dörflinger al in de derde ronde de leiding, even later gevolgd door Martínez en diens teamgenoot Manuel Herreros. Tussen Dörflinger en Martínez ontstond een spannende race, maar op twee derde van de race kreeg Martínez problemen met de remmen van zijn Derbi en hij moest de overwinning aan Dörflinger laten. Ian McConnachie maakte echter de meeste indruk. Toen zijn Krauser eindelijk aansloeg was het veld al een halve minuut weg, maar hij werd toch nog achtste.
Dutch TT, Assen
Ook de 80cc-race in Assen begon op een natte baan. Henk van Kessel had de snelste start, maar werd al snel gepasseerd door Gerd Kafka, Domingo Gil Blanco en Stefan Dörflinger. Dörflinger zette de aanval in op Kafka, die hij drie ronden voor het einde passeerde. De overwinning leek binnen, maar Dörflinger werd het gras in gedwongen toen hij Johan Auer op een ronde wilde rijden. Auer verwachtte hem aan de binnenkant en week uit naar buiten, juist waar Dörflinger reed. Toch wist Dörflinger opnieuw aan de leiding te komen, maar in de laatste bocht van de laatste ronde, de Geert-Timmerbocht, verremde hij zich, waardoor Kafka alsnog naar de overwinning reed. Dörlinger had echter een enorme voorsprong op Jorge Martínez, waardoor hij zijn Krauser opnieuw kon aanduwen om tweede te worden met bijna een halve minuut voorsprong.  
Frankrijk, Le Mans
Drie Derbi's op de eerste startrij moest genoeg zijn om Stefan Dörflinger voorlopig nog van de wereldtitel af te houden, maar dat gebeurde toch niet. Hoewel Manuel Herreros als snelste vertrok, kwamen zijn teamgenoten Ángel Nieto en Jorge Martínez als laatsten weg. Martínez sloot in de derde ronde aan bij Dörflinger om meteen daarna te vallen. Toen Dörflinger begon aan te dringen bij Herreros ging die eveneens tegen het asfalt. De intimidatie en psychologische oorlogvoering die het Derbi-team ten opzichte van Dörflinger had uitgevoerd had de eigen rijders wellicht het meest op de zenuwen gewerkt. In elk geval was er geen bedreiging meer voor Dörflinger, die het zich best kon veroorloven Ángel Nieto nog voorbij te laten. Hij had zelfs als zevende kunnen finishen om zijn wereldtitel veilig te stellen, maar werd achter Nieto tweede, voor Henk van Kessel, die zijn eerste podiumplaats van het seizoen scoorde. 
San Marino, Misano
Hans Spaan kwam voor het eerst aan de start sinds hij in mei een heup had gebroken, maar hij startte slecht ondanks zijn vijfde startplaats. Aan de leiding ging het tussen Jorge Martínez en Ian McConnachie, terwijl Stefan Dörflinger genoegen nam met de derde plaats. Daarachter werd gestreden door Gerd Kafka en Manuel Herreros, die de derde plaats van Kafka in het wereldkampioenschap nog kon overnemen. Zij werden echter allebei door Spaan ingehaald. Even leek het erop dat Herreros inderdaad voor Kafka zou finishen, maar hij maakte een schakelfout en moest genoegen nemen met de zesde plaats. Op die manier verspeelde Derbi twee belangrijke doelen: de derde plaats voor Herreros in het wereldkampioenschap en de constructeurstitel, die naar Krauser ging. Daarom had McConnachie voor deze race een fabrieks-Krauser gekregen. 

### Uitslagen 80cc-klasse
|   | Datum       | Race               | Circuit    | 1e                | 2e                | 3e                | Poleposition      | Snelste ronde     |
| - | ----------- | ------------------ | ---------- | ----------------- | ----------------- | ----------------- | ----------------- | ----------------- |
| 1 | 5 mei       | GP van Spanje      | Jarama     | Jorge Martínez    | Stefan Dörflinger | Manuel Herreros   | Stefan Dörflinger | Jorge Martínez    |
| 2 | 15 mei      | GP van Duitsland   | Hockenheim | Stefan Dörflinger | Gerhard Waibel    | Gerd Kafka        | Stefan Dörflinger | Stefan Dörflinger |
| 3 | 26 mei      | GP des Nations     | Mugello    | Jorge Martínez    | Manuel Herreros   | Stefan Dörflinger | Stefan Dörflinger | Jorge Martínez    |
| 4 | 16 juni     | GP van Joegoslavië | Rijeka     | Stefan Dörflinger | Jorge Martínez    | Manuel Herreros   | Stefan Dörflinger | Stefan Dörflinger |
| 5 | 29 juni     | Dutch TT           | Assen      | Gerd Kafka        | Stefan Dörflinger | Jorge Martínez    | Stefan Dörflinger | Stefan Dörflinger |
| 6 | 21 juli     | GP van Frankrijk   | Le Mans    | Ángel Nieto       | Stefan Dörflinger | Henk van Kessel   | Jorge Martínez    | Jorge Martínez    |
| 7 | 1 september | GP van San Marino  | Misano     | Jorge Martínez    | Ian McConnachie   | Stefan Dörflinger | Jorge Martínez    | Ian McConnachie   |

### Eindstand 80cc-klasse
| Pos. | Coureur              | Merk                 | Ptn. |
| ---- | -------------------- | -------------------- | ---- |
| 1    | Stefan Dörflinger    | Krauser              | 86   |
| 2    | Jorge Martínez       | Derbi                | 67   |
| 3    | Gerd Kafka           | Seel                 | 48   |
| 4    | Manuel Herreros      | Derbi                | 45   |
| 5    | Gerhard Waibel       | Real-Seel            | 35   |
| 6    | Ian McConnachie      | Krauser              | 33   |
| 7    | Theo Timmer          | HuVo-Casal           | 21   |
| 8    | Henk van Kessel      | HuVo-Casal           | 18   |
| 9    | Ángel Nieto          | Derbi                | 15   |
| 10   | Paul Rimmelzwaan (†) | Harmsen / HuVo-Casal | 15   |
| 11   | Jean-Marc Velay      | GMV-Casal            | 14   |
| 12   | Hans Spaan           | HuVo-Casal           | 13   |

| Pos. | Coureur             | Merk         | Ptn. |
| ---- | ------------------- | ------------ | ---- |
| 13   | Juan Ramón Bolart   | Autisa       | 9    |
| 14   | Stefan Prein        | HuVo-Casal   | 6    |
| 15   | Serge Julin         | Bakker-Casal | 6    |
| 16   | Rainer Kunz         | Ziegler      | 5    |
| 16   | Domingo Gil Blanco  | Autisa       | 5    |
| 18   | Reinhard Koberstein | Seel         | 4    |
| 18   | Vittorio Sblendorio | Mancini      | 4    |
| 20   | Richard Bay         | Rupp-Maico   | 4    |
| 21   | Giuliano Tabanelli  | B.B.F.T.     | 3    |
| 22   | Jaimie Lodge        | Krauser      | 2    |
| 22   | Kees Besseling      | CJB          | 2    |
| 24   | Bernd Rossbach      | HuVo-Casal   | 1    |
| 24   | Günter Schirnhofer  | Krauser      | 1    |

### Constructeurstitel 80cc-klasse
| Pos. | Constructeur | Ptn. |
| ---- | ------------ | ---- |
| 1    | Krauser      | 88   |
| 2    | Derbi        | 82   |
| 3    | / HuVo-Casal | 40   |

## Zijspanklasse
De zijspanklasse was tot de laatste race van het seizoen spannend. Rolf Biland bouwde samen met Mike Krauser een eigen motoblok, de "Krauser L4", maar die bleek nog niet racerijp te zijn en dat kostte hem veel punten. Werner Schwärzel had zijn LCR-Yamaha opnieuw goed geprepareerd en die was niet alleen - zoals altijd - zeer betrouwbaar, maar had ook meer snelheid dan de afgelopen jaren. Hij hield de leiding in het wereldkampioenschap tot en met de voorlaatste race vast, maar die laatste race werd gewonnen door Egbert Streuer en Bernard Schnieders. Daardoor stonden ze gelijk met de combinatie Werner Schwärzel/Fritz Buck. Schwärzel/Buck waren in alle wedstrijden op het podium geëindigd, maar hadden slechts één keer gewonnen. Streuer/Schnieders hadden drie races gewonnen en werden wereldkampioen. 
Duitsland, Hockenheim
Rolf Biland/Kurt Waltisperg en Egbert Streuer/Bernard Schnieders gingen er na de start samen vandoor en in de zesde ronde wist Streuer zelfs de leiding te nemen. Toen het zicht beter werd en de baan opdroogde wist hij echter dat hij het tempo met de zachte compound van zijn regenbanden niet kon volhouden. Twee ronden later moest hij de leiding dan ook afstaan aan Werner Schwärzel/Fritz Buck, die net als Steve Webster/Tony Hewitt voor hardere banden hadden gekozen. 
Oostenrijk, Salzburgring
In de zijspanrace gingen de combinaties Rolf Biland/Kurt Waltisperg, Egbert Streuer/Bernard Schnieders en Werner Schwärzel/Fritz Buck er gedrieën vandoor, waarbij Schwärzel over het meeste vermogen leek te beschikken terwijl Streuer en Biland het verschil met goed stuurwerk moesten goedmaken. Ook tijdens deze race begon het echter te regenen en omdat het hele veld op slicks stond besloot de wedstrijdleider om voor de tweede keer op dag af te vlaggen, net toen Biland 0,2 seconde achter Schwärzel zat en Streuer daar weer 0,73 seconde achter. Bij de herstart wist Streuer dus dat hij ongeveer een seconde voor Schwärzel moest finishen, maar hij kwam pas als voorlaatste weg. Schwärzel had ook geen goede start, maar kon toch aanhaken bij Biland. Na het optellen van de tijden van beide manches bleek Biland de snelste, gevolgd door Schwärzel en Steve Webster, die zijn achterstand van tien seconden op Streuer in de eerste manche in de tweede had weten goed te maken.
Dutch TT, Assen
Bij aanvang van de zijspanrace was het circuit nog hier en daar nat, maar de meeste toppers stonden toch op slicks. Rolf Biland had zijn kansen goed berekend. Hij stond links op de zesde startrij, maar wist dat zijn membraangestuurde Krausermotor sneller zou aanslaan dan de zuigergestuurde Yamaha's. Dat klopte; terwijl de motoren van de voorsten net aansloegen kwam Biland met het zijspanwiel door het gras voorbijstuiven. Toch nam Steve Webster vrijwel meteen de leiding van hem over. Werner Schwärzel had een slechte start en zat in het middenveld, terwijl Egbert Streuer ook de strijd met Biland aanbond. Deze twee wisselden regelmatig van positie, maar Webster reed tamelijk comfortabel op kop. Alain Michel reed op de vierde plaats, maar viel in de vierde ronde uit. In de zesde ronde nam Streuer definitief de tweede plaats van Biland over en ging hij op jacht naar Webster. Die reed zijn snelste ronde, maar in de achtste ronde vloog hij op spectaculaire wijze van de baan. De combinatie kwam bij het uitkomen van de Ramshoek even in het gras, Webster corrigeerde te veel en machine kwam in een sloot terecht. Webster brak hierbij een pols. Streuer kwam zodoende aan de leiding en liep uit tot 16 seconden op Biland. Tegen het einde van de race begon zijn voorsprong echter terug te lopen. De monteurs dachten dat Streuer het gewoon wat rustiger aan deed, maar in werkelijk was hij steeds meer remvermogen aan het verliezen om uiteindelijk alleen nog op de motor af te kunnen remmen. Eerst kwam Biland voorbij en daarna ook Schwärzel, waardoor Streuer opnieuw zijn thuisrace niet won en slechts derde werd. Oorzaak was de montage van verkeerde remblokken, die geheel waren weggesleten, inclusief de remzuigers waardoor de remvloeistof was weggestroomd. 
België, Spa-Francorchamps
Egbert Streuer en Bernard Schnieders hadden het in de training goed gedaan: poleposition met bijna twee seconden verschil. Ze startten echter slecht en moesten aansluiten achter de combinaties Rolf Biland/Kurt Waltisperg en Werner Schwärzel/Fritz Buck. In de vierde ronde nam Streuer de eerste plaats over en hij hield die enkele ronden vast. Halverwege de race zat Biland weer op kop, maar Streuer kon hem makkelijk volgen en verklaarde na de race dat hij zijn banden aan het sparen was. Wanneer de achtervolgers dichterbij kwamen nam Streuer de leiding weer even over om het gat te vergroten. Tegen het einde van de race zag hij dat Biland steeds meer risico ging nemen en twee ronden voor het einde nam Streuer de leiding definitief over, reed de snelste ronde en won de race met zestien seconden verschil. Daarbij hielp het ook dat Biland schakelproblemen kreeg. 
Frankrijk, Le Mans
Na de start in Frankrijk nam Rolf Biland meteen de leiding, gevolgd door Egbert Streuer, Alain Michel en Werner Schwärzel. De derde plaats van Michel was ideaal voor Streuer, want hij kon wat punten van Schwärzel afsnoepen. Die hoop vervloog in de tweede ronde, toen Michel met een defecte koppeling uitviel. Na drie ronden gaf Streuer gas, reed de snelste raceronde en toen hij omkeek zag hij dat er al een groot gat met Biland was geslagen. Vanaf dat moment kon hij al banden gaan sparen en desondanks zijn voorsprong vergroten. Schwärzel sloot aan bij Biland, maar die laatste viel door een gebroken drijfstang uit. Masato Kumano won zijn gevecht met Frank Wrathall en werd derde. 
Groot-Brittannië, Silverstone
Na afloop van de warm-uptraining vervoegden zich ten minste tien zijspanrijders, waaronder ook Britten, bij de internationale juy met het verzoek de zijspanrace niet te laten verrijden. Het circuit was levensgevaarlijk door de grote plassen op de baan, waardoor de zijspancombinaties met hun brede banden last van aquaplaning hadden. De Nederlandse afgevaardigde Jo Zegwaard legde samen met zijn Duitse collega Werner Haupt het verzoek neer bij de jury, maar die probeerde het besluit zo lang uit te stellen dat de eerste combinaties al bij de startopstelling zouden staan. De belangrijkste coureurs weigerden echter te rijden: Egbert Streuer, Werner Schwärzel, Rolf Biland en Alain Michel. Steve Webster stond in dubio, want hij zou niet voor zijn thuispubliek kunnen rijden. Wedstrijdleider Vernon Cooper, waarvan bekend was dat hij het met de veiligheid niet zo nauw nam, wilde dat er gereden werd, maar de coureurs herinnerden de jury aan het dodelijke ongeval van Jock Taylor tijdens de Grand Prix van Finland van 1982, toen veel coureurs ook wilden staken. Die staking was gebroken, o.a. door Taylor zelf en Alain Michel, maar dit keer vond ook Michel het te gevaarlijk. Voor Biland betekende de afgelasting zelfs dat zijn laatste kans op de wereldtitel praktisch verkeken was. Uiteindelijk besliste de jury met één stem verschil in het voordeel van de rijders en de Britse zijspanrace ging niet van start. 
Zweden, Anderstorp
Ondanks zijn poleposition had Rolf Biland een slechte start omdat hij zijn motor verzoop. Werner Schwärzel, leider in het wereldkampioenschap, was als snelste weg, maar werd meteen gevolgd door Egbert Streuer. In de vijfde ronde nam Streuer de leiding over en bouwde meteen een voorsprong op door een seconde per ronde sneller te gaan. Biland rukte op naar de derde plaats, tot in de negende ronde zijn versnellingsbak de geest gaf. Streuer won de race en daarmee de wereldtitel met zes seconden voorsprong op Schwärzel, terwijl de derde plaats nu naar Steve Webster ging. Biland verklaarde na de race dat hij zich - als zijn machine was heel gebleven - zeker niet bemoeid zou hebben met de strijd om de eerste plaats, omdat hij zelf toch al kansloos was voor de titel. 

### Uitslagen zijspanklasse
|   | Datum       | Race                    | Circuit           | 1e                                  | 2e                            | 3e                                  | Poleposition                        | Snelste ronde                       |
| - | ----------- | ----------------------- | ----------------- | ----------------------------------- | ----------------------------- | ----------------------------------- | ----------------------------------- | ----------------------------------- |
| 1 | 15 mei      | GP van Duitsland        | Hockenheim        | Werner Schwärzel / Fritz Buck       | Steve Webster / Tony Hewitt   | Egbert Streuer / Bernard Schnieders | Werner Schwärzel / Fritz Buck       | Steve Webster / Tony Hewitt         |
| 2 | 2 juni      | GP van Oostenrijk       | Salzburgring      | Rolf Biland / Kurt Waltisperg       | Werner Schwärzel / Fritz Buck | Steve Webster / Tony Hewitt         | Egbert Streuer / Bernard Schnieders | Werner Schwärzel / Fritz Buck       |
| 3 | 29 juni     | Dutch TT                | Assen             | Rolf Biland / Kurt Waltisperg       | Werner Schwärzel / Fritz Buck | Egbert Streuer / Bernard Schnieders | Steve Webster / Tony Hewitt         | Rolf Biland / Kurt Waltisperg       |
| 4 | 7 juli      | GP van België           | Spa-Francorchamps | Egbert Streuer / Bernard Schnieders | Rolf Biland / Kurt Waltisperg | Werner Schwärzel / Fritz Buck       | Egbert Streuer / Bernard Schnieders | Egbert Streuer / Bernard Schnieders |
| 5 | 21 juli     | GP van Frankrijk        | Le Mans           | Egbert Streuer / Bernard Schnieders | Werner Schwärzel / Fritz Buck | Masato Kumano / Helmut Diehl        | Egbert Streuer / Bernard Schnieders | Egbert Streuer / Bernard Schnieders |
| 6 | 4 augustus  | GP van Groot-Brittannië | Silverstone       | Wegens slecht weer afgelast.        | Wegens slecht weer afgelast.  | Wegens slecht weer afgelast.        | Egbert Streuer / Bernard Schnieders | –                                   |
| 7 | 11 augustus | GP van Zweden           | Anderstorp        | Egbert Streuer / Bernard Schnieders | Werner Schwärzel / Fritz Buck | Steve Webster / Tony Hewitt         | Rolf Biland / Kurt Waltisperg       | Rolf Biland / Kurt Waltisperg       |

### Eindstand zijspanklasse
| Pos. | Coureur              | Bakkenist                     | Merk                             | Ptn. |
| ---- | -------------------- | ----------------------------- | -------------------------------- | ---- |
| 1    | Egbert Streuer       | Bernard Schnieders            | LCR-Yamaha                       | 73   |
| 2    | Werner Schwärzel     | Fritz Buck                    | Krauser-LCR-Yamaha               | 73   |
| 3    | Rolf Biland          | Kurt Waltisperg               | Krauser-LCR-Yamaha / LCR-Krauser | 50   |
| 4    | Steve Webster        | Tony Hewitt                   | LCR-Yamaha                       | 32   |
| 5    | Alfred Zurbrügg      | Martin Zurbrügg               | LCR-Yamaha                       | 26   |
| 6    | Masato Kumano        | Helmut Diehl                  | LCR-Yamaha                       | 19   |
| 7    | Alain Michel         | Jean-Marc Fresc               | Krauser-LCR-Yamaha               | 13   |
|      | Steve Abbott         | Shaun Smith                   | Windle-Yamaha                    | 13   |
| 9    | Markus Egloff        | Urs Egloff                    | LCR-Yamaha                       | 12   |
| 10   | Mick Barton          | Simon Birchall                | LCR-Yamaha                       | 11   |
| 11   | Hans Hügli           | Andreas Schütz en Karl Paul   | LCR-Yamaha                       | 11   |
| 12   | Frank Wrathall       | Phil Spendlove en Graham Rose | Seymaz-Yamaha                    | 8    |
| 13   | Rolf Steinhausen     | Bruno Hiller                  | Busch-ARO                        | 8    |
| 14   | Hansruedi Christinat | Markus Fährni                 | LCR-Yamaha                       | 8    |
| 15   | Hein van Drie        | Iain Colquhoun                | LCR-Yamaha                       | 8    |
| 16   | Theo van Kempen      | Geral de Haas                 | LCR-Yamaha                       | 7    |
| 17   | Derek Bayley         | Brian Nixon                   | LCR-Yamaha                       | 7    |
| 18   | Derek Jones          | Brian Ayres                   | LCR-Yamaha                       | 6    |
| 19   | Martin Kooy          | Raimond van den Groep         | Kova-Yamaha                      | 3    |
| 19   | Luigi Casagrande     | René Nydegger                 | LCR-Yamaha                       | 3    |
| 21   | Wolfgang Stropek     | Hans-Peter Demling            | LCR-Yamaha                       | 2    |
| 21   | Graham Gleeson       | Kerry Chapman                 | LCR-Yamaha                       | 2    |
| 23   | Dennis Bingham       | Julia Bingham                 | LCR-Yamaha                       | 1    |

### Constructeurstitel zijspanklasse
De constructeurstitel werd aan Yamaha toegekend.

## Trivia

### Voorkeursnummers
Persoonlijke startnummers waren nog niet zo in zwang in de jaren tachtig, hoewel Mick Grant al in de jaren zeventig een voorkeur voor nummer 10 had gehad. In 1985 verdwenen er twee toen behalve Grant ook "Number 7" Barry Sheene stopte. Freddie Spencer had zijn eigen voorkeursnummer 19, maar startte in de 500cc-klasse met nummer 4, zijn eindpositie in het seizoen 1984. In de 250cc-klasse en in de Daytona 200 gebruikte hij nummer 19. De FIM gebruikte het ongeluksgetal 13 nooit, tot in 1985, toen Franco Uncini er speciaal om vroeg. Chris Guy gebruikte in Britse races het nummer 13 ook, maar voor hem was het geen geluksgetal. Hij had wel fans, maar die sloten weddenschappen af in welke bocht hij nu weer zou vallen.

### Verkeerde sponsor
HRC-Honda was bepaald niet gelukkig met Toni Mang's contract met Marlboro, terwijl alle andere Honda-fabriekscoureurs én een aantal privérijders door concurrent Rothmans gesponsord werden. Aan het einde van het seizoen maakte Honda er dan ook een einde aan: Mang kreeg voor het seizoen 1986 een contract met Rothmans-Honda. 